# ボンバルディア・ダブルデック・コーチ

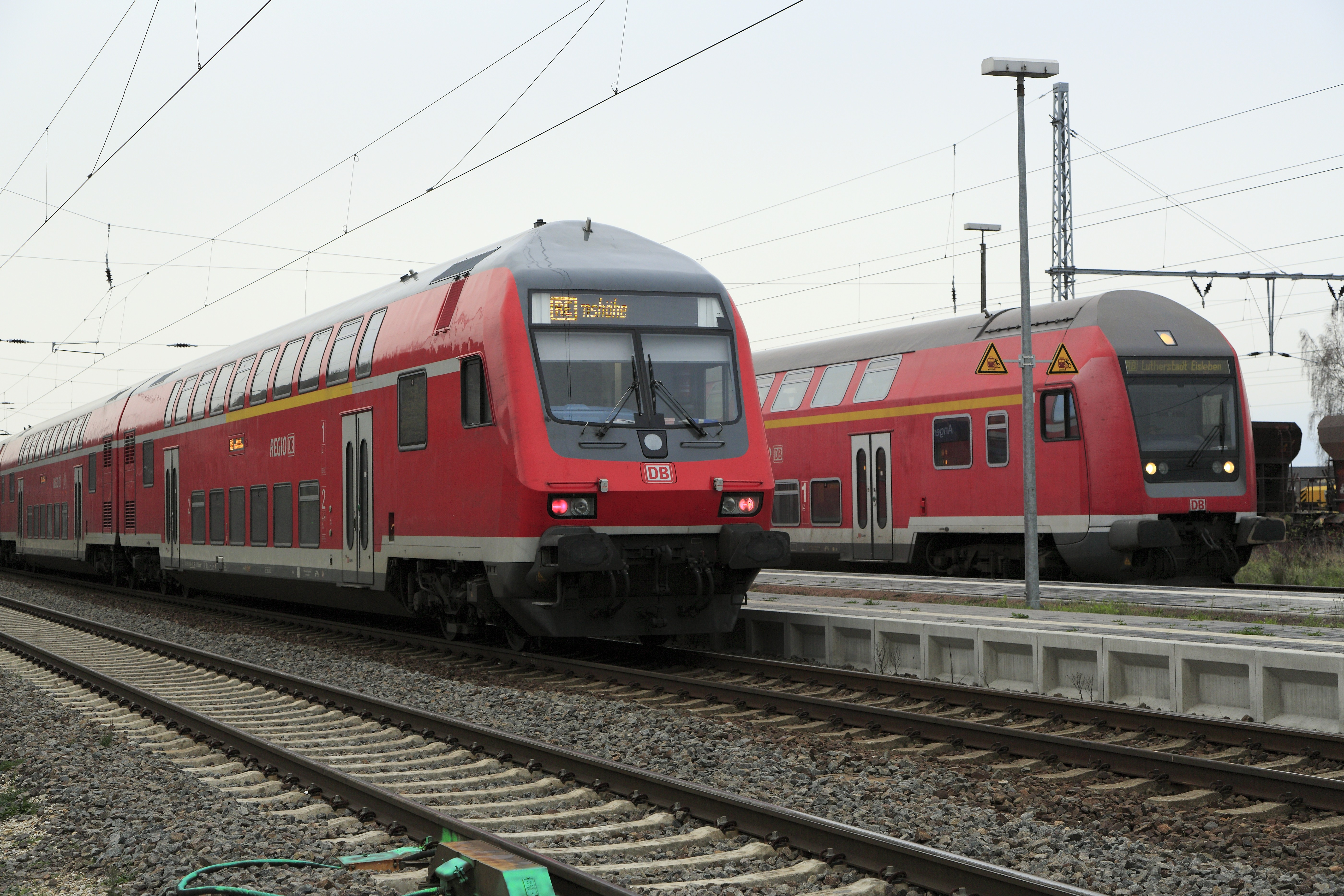
第3世代（左）、第1世代（ただし前面は第4世代と同一仕様に改造）（右）
（2015年撮影）

この項目では、ドイツの鉄道車両メーカーであるボンバルディア・トランスポーテーションがドイツ（旧：東ドイツ）を中心に世界各国へ展開する2階建て客車（ドイツ語: Doppelstockwagen）について解説する。1998年に同社に買収されたゲルリッツ車両工場が東ドイツ時代に開発したボギー式客車を基礎としており、2020年現在まで幾度かの設計の刷新が行われている。

## 開発までの経緯
ボンバルディア・トランスポーテーションがドイツのゲルリッツに所有する鉄道車両工場の前身となったゲルリッツ車両工場は、1849年に創設された長い歴史を持つ鉄道車両工場である。この工場で初めて製造された2階建て車両は、ゲルリッツ車両・機械工場という社名であった1936年、ハンブルクとリューベックを結ぶ都市間列車向けに開発された運転台付きの2車体連接客車であった。その後、第二次世界大戦を経て東ドイツの国営企業（VEG）となったゲルリッツ車両工場では、この客車を基にした連接式2階建て客車の生産を1951年から始め、東ドイツ国内に加えてチェコスロバキアやポーランドなど他の東側諸国への輸出も実施された。
これらの連接式2階建て客車は定員数の増加に加えて必要車両数や機関車の消費燃料・電力削減などの利点を有していたが、その一方で複数の車体によるユニット単位での運用を必要とする事から需要の増減への対応が難しく、更に1つの車体が事故などで損傷した場合ユニット全体を運用から離脱させなければならなかった。そこで、ゲルリッツ車両工場は連接車に代わって1両単位で運用可能なボギー式の2階建て客車の開発を決定し、1971年に2両の試作車を製造した。そして長期に渡る試運転を経て、1974年から量産が開始された。

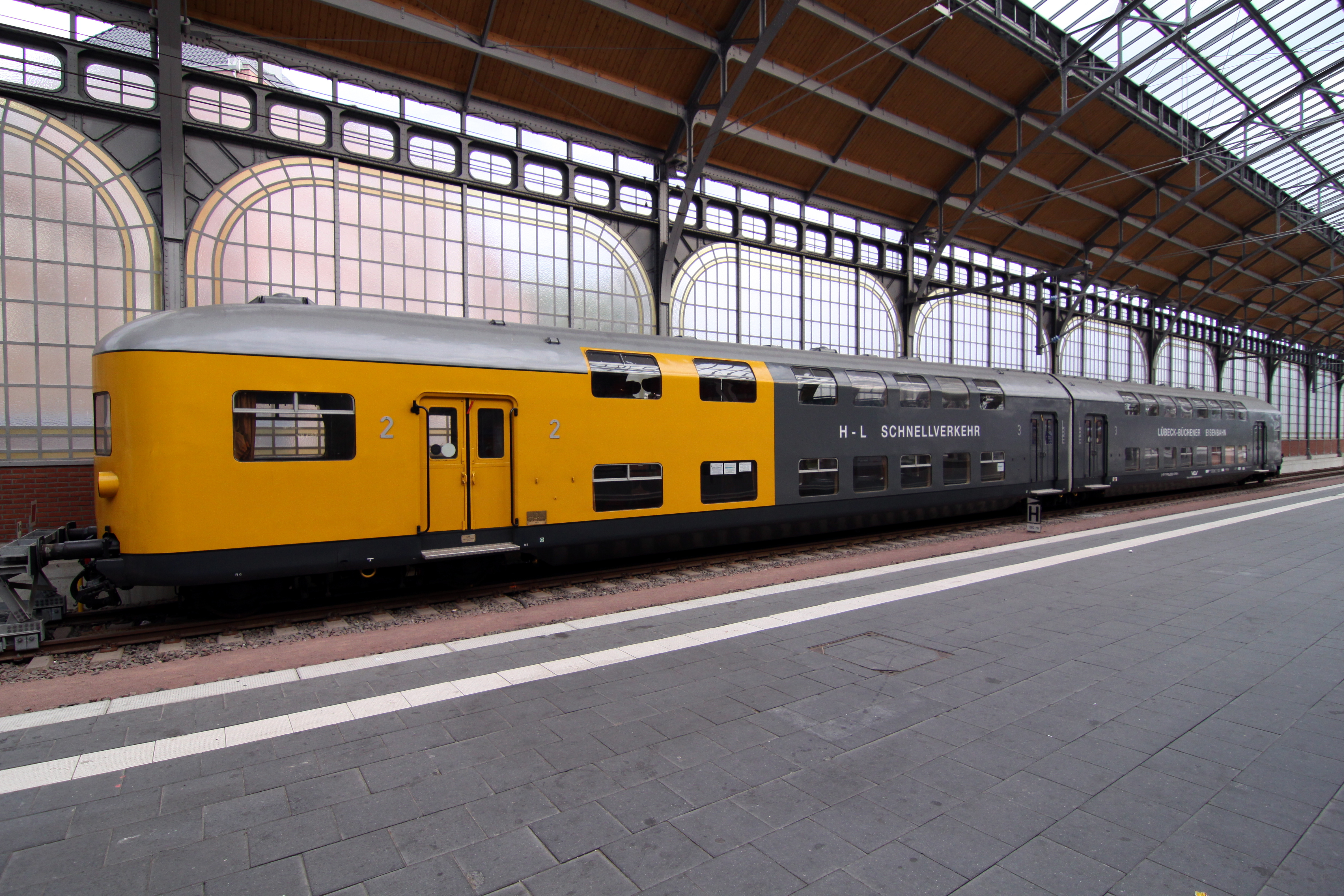
1936年に製造された初の2階建て客車（2009年撮影）
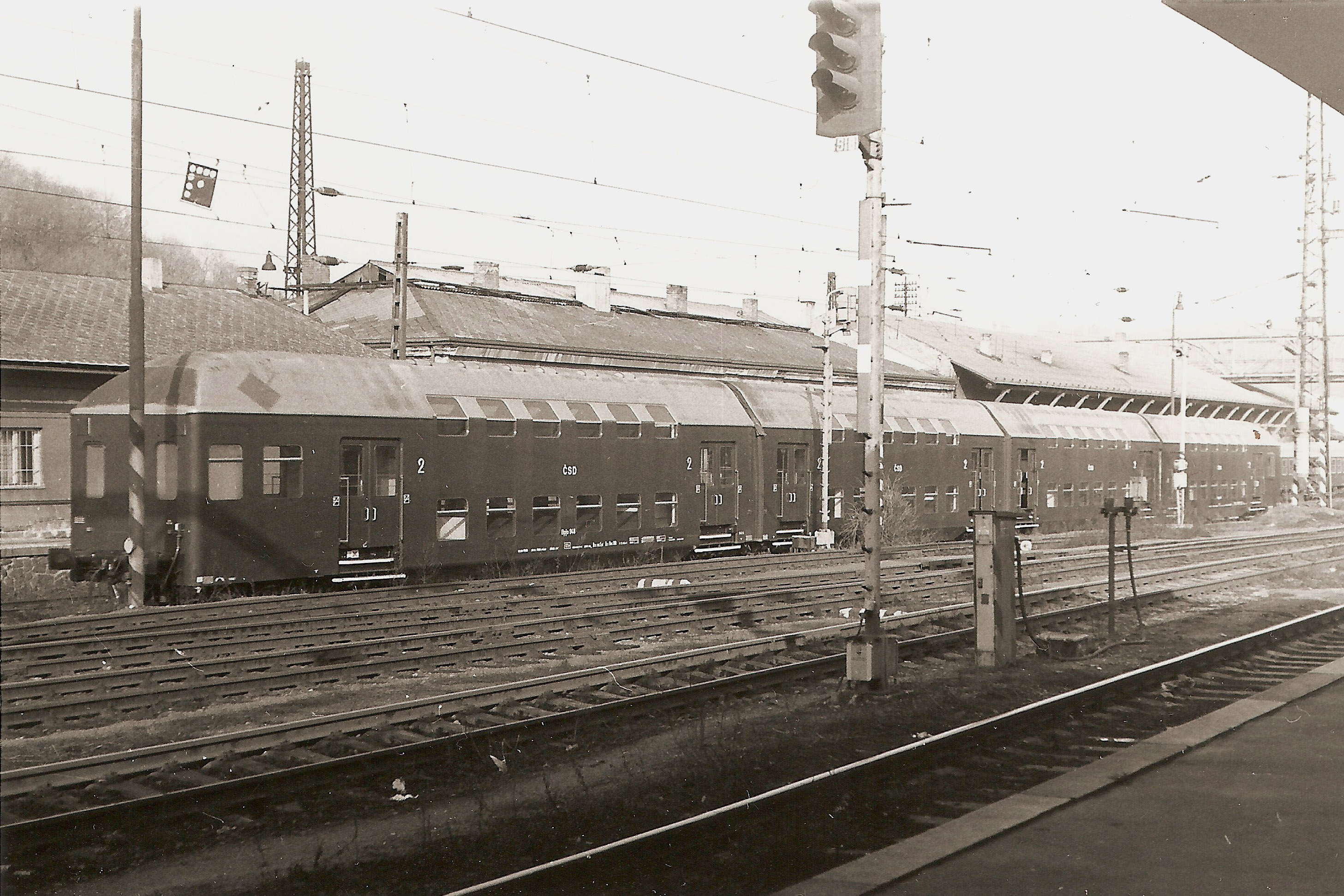
連接式2階建て客車（1991年撮影）
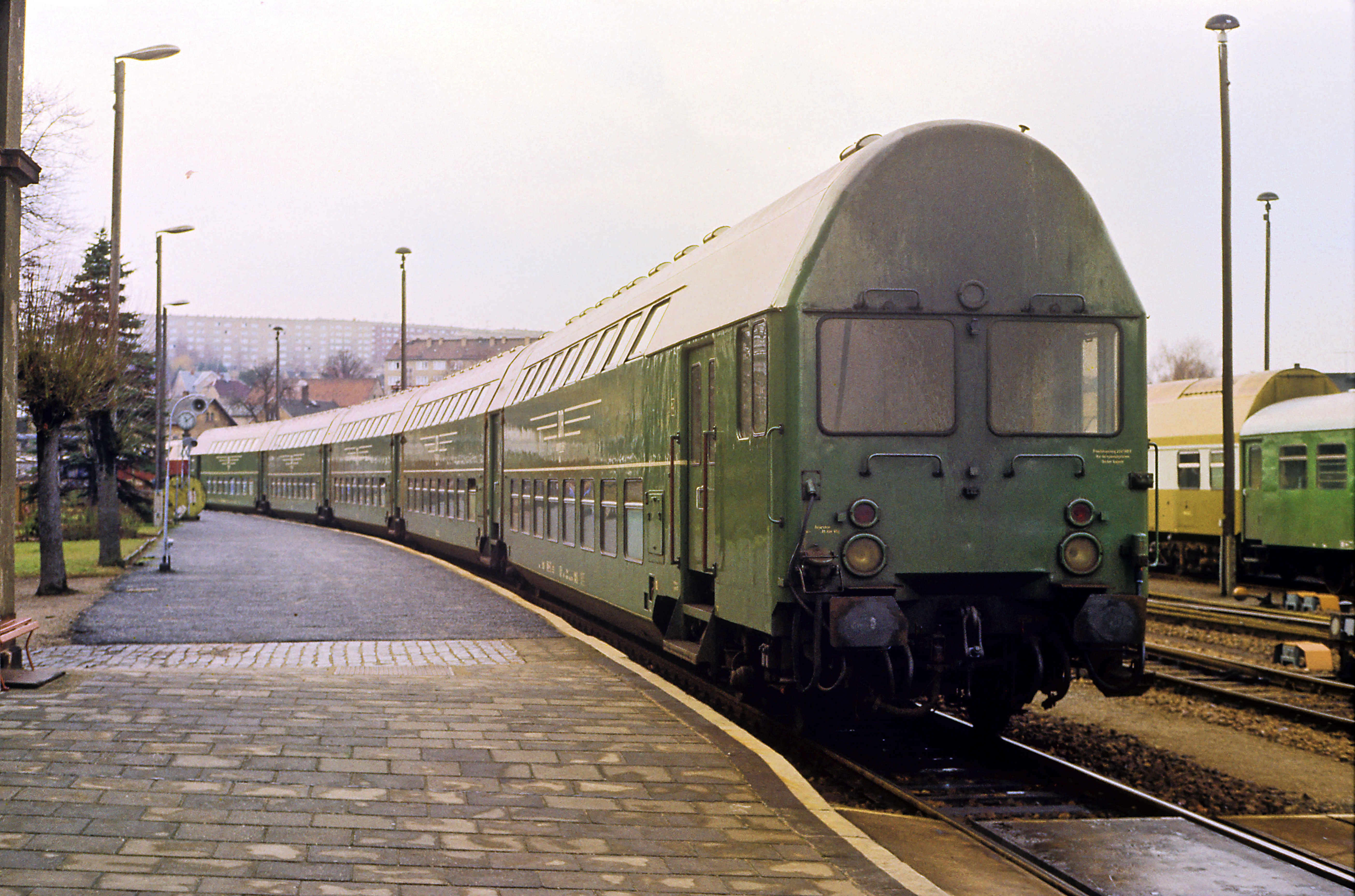
東ドイツ（ドイツ国営鉄道）向けに運転台付きの編成も作られた（1993年撮影）

## 第1世代

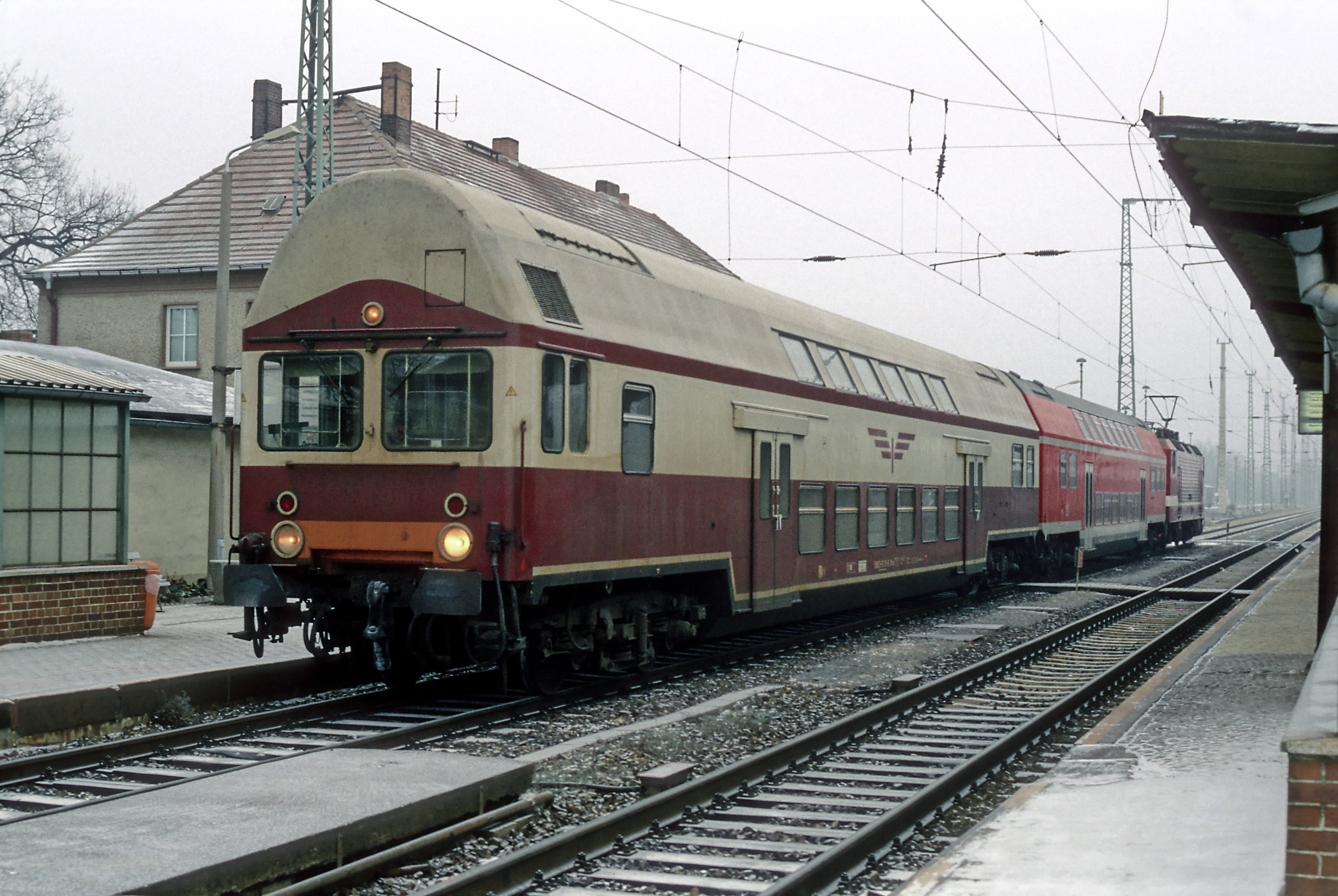
第1世代
ドイツ国営鉄道向け車両
（ドイツ鉄道時代、1997年撮影）

2階建て客車は全金属・溶接構造を用いた全長26.8 mの大型車体を有し、台車はゲルリッツ車両工場で開発されたゲルリッツVI型ボギー台車（Görlitz VI）が用いられ、制動装置として踏面ブレーキやディスクブレーキが搭載された。両開きの乗降扉は1階部分に2箇所設置されており、低床式プラットホームに対応していた。車内の座席は2 + 2列配置のクロスシートを基本としていた、車端の平屋部分にはロングシートが設置された。電源の供給に関しては運用の柔軟性を図るため充電池や発電機が各車両に搭載された分散電源方式が採用された。屋根部は三角形状の傾斜を持った構造となっていたがこれは車両限界が要因であり、以降の2階建て客車も同様の構造が用いられる事となった。
東ドイツ（ドイツ国営鉄道）向けの量産車は1974年に1次車となる138両が製造された後、1986年に2次車（230両）、ドイツ再統一後の1991年に3次車（86両）が増備された。運転台がない通常の客車に加えてプッシュプル列車向けの運転台付きの制御車が製造された他、2次車以降は1階部分に荷物室が設置された車両も導入された。当初の塗装は濃い緑色の1色塗りであったが、1980年以降は「からし入れ（Senftopf）」とも呼ばれる薄い茶色と白色を用いた塗装への変更が実施された。また、ベルリン近郊の通勤路線「スプートニク（Sputnik）」で使用された車両は赤色やベージュを用いた塗装を纏っていた。
この2階建てボギー客車は東ドイツ以外にもチェコスロバキア（→チェコ、スロバキア）やポーランドなどの東側諸国にも輸出されており、民主化を経た2000年代以降は各国で内装の近代化を始めとした更新工事が積極的に行われている。

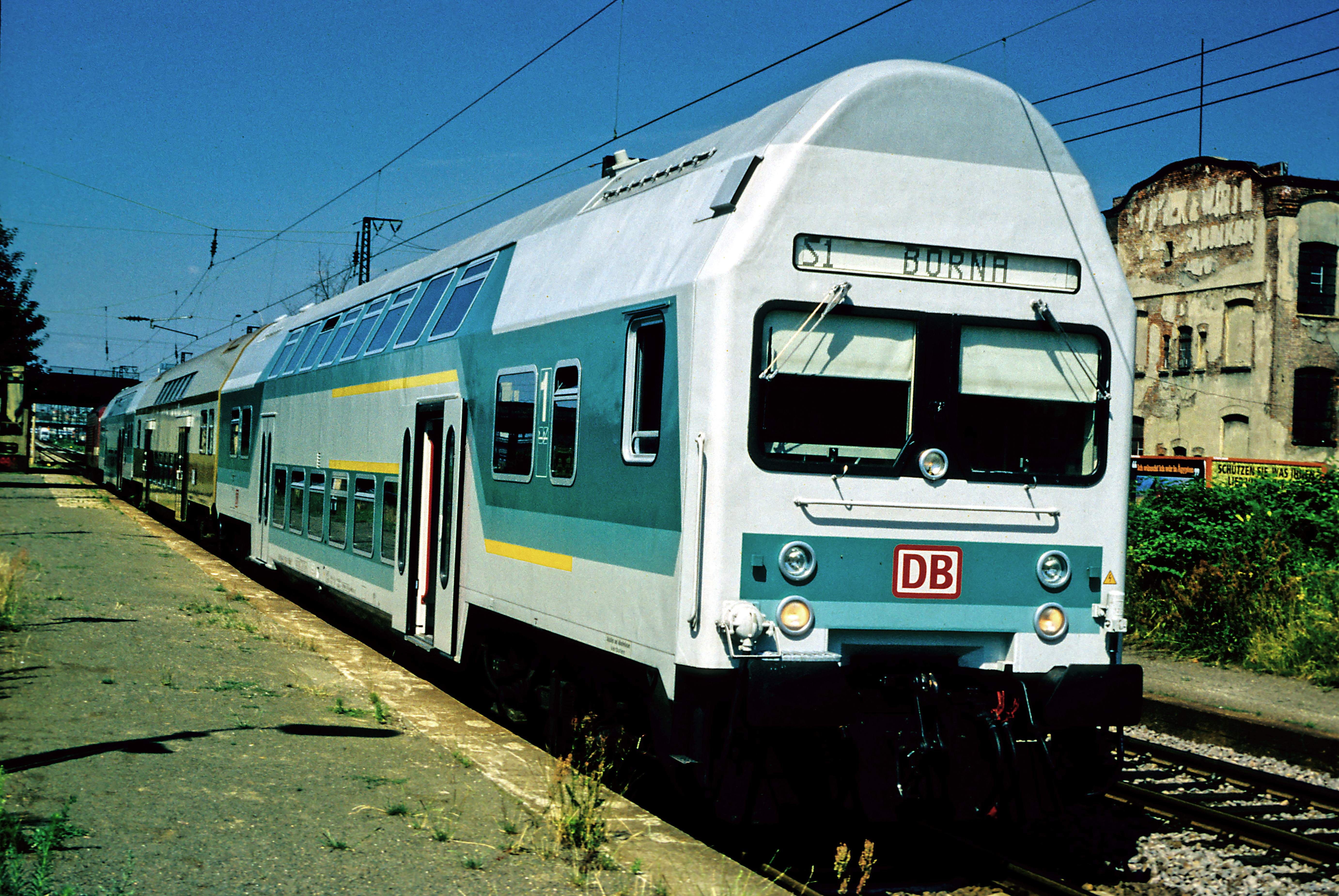
ドイツ鉄道成立後は塗装変更が実施された（1994年撮影）
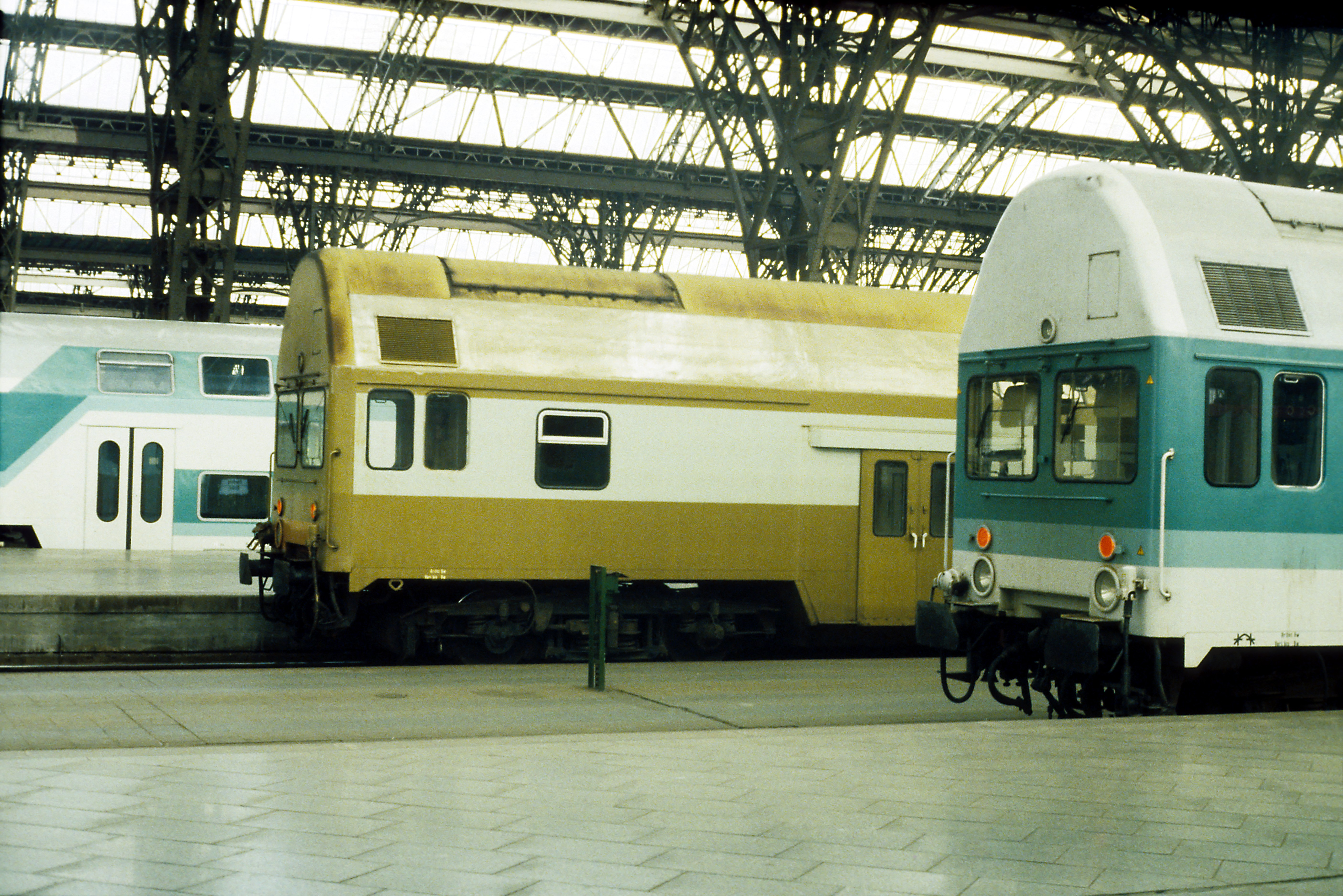
「からし入れ」塗装（左）、ドイツ鉄道塗装（右）（1993年撮影）
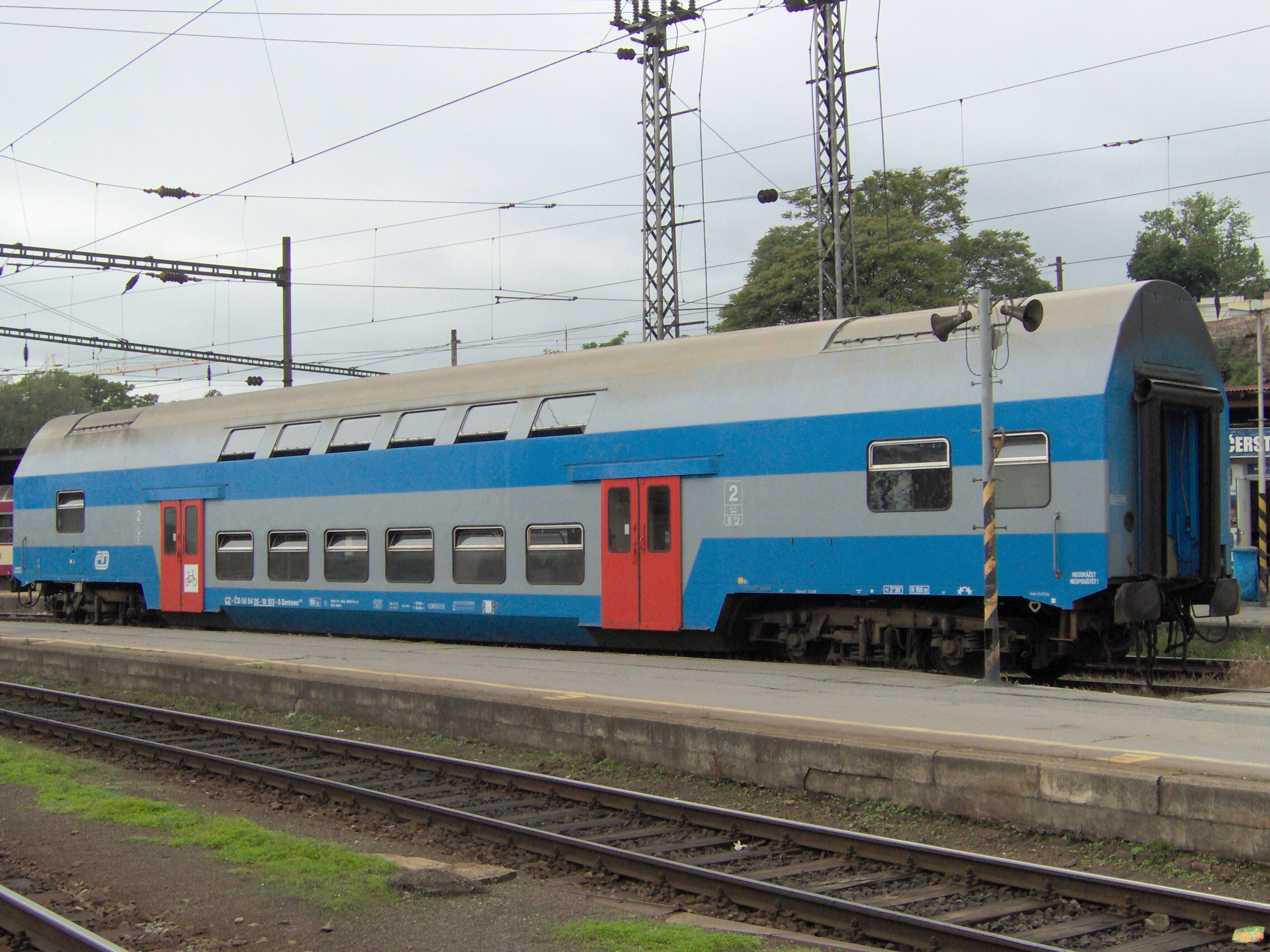
チェコスロバキア国鉄向け車両（チェコ時代、2010年撮影）

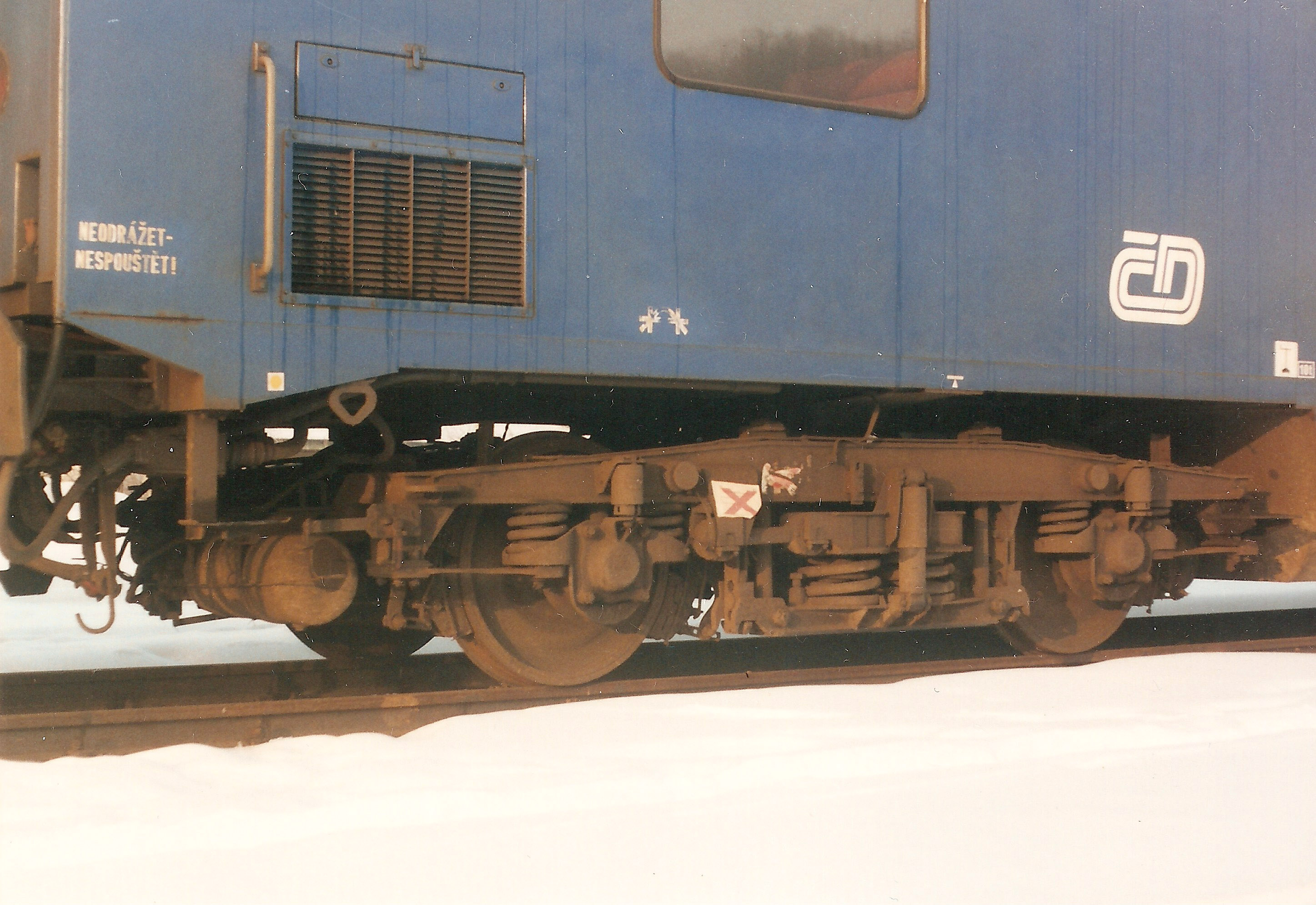
台車
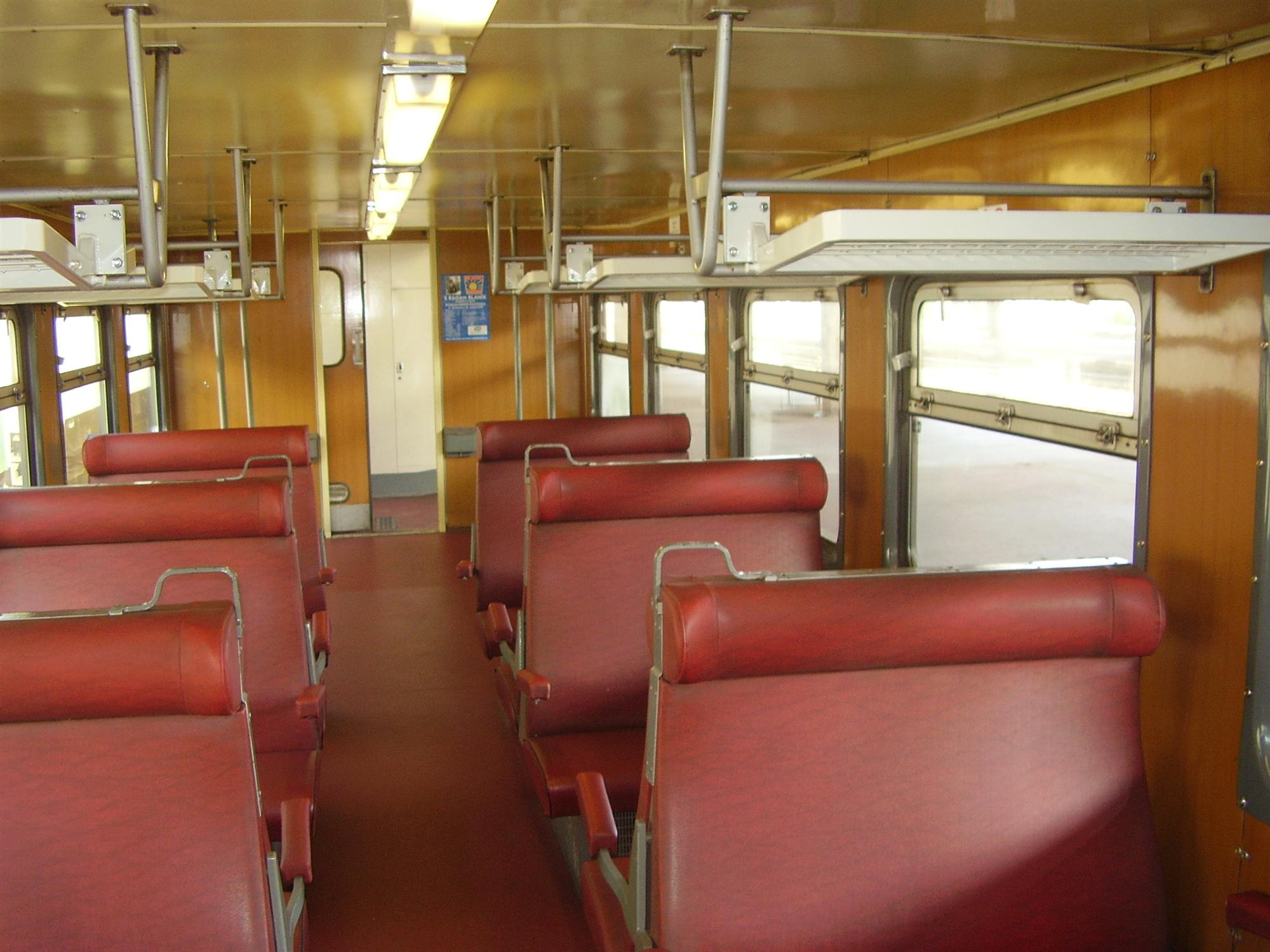
車内
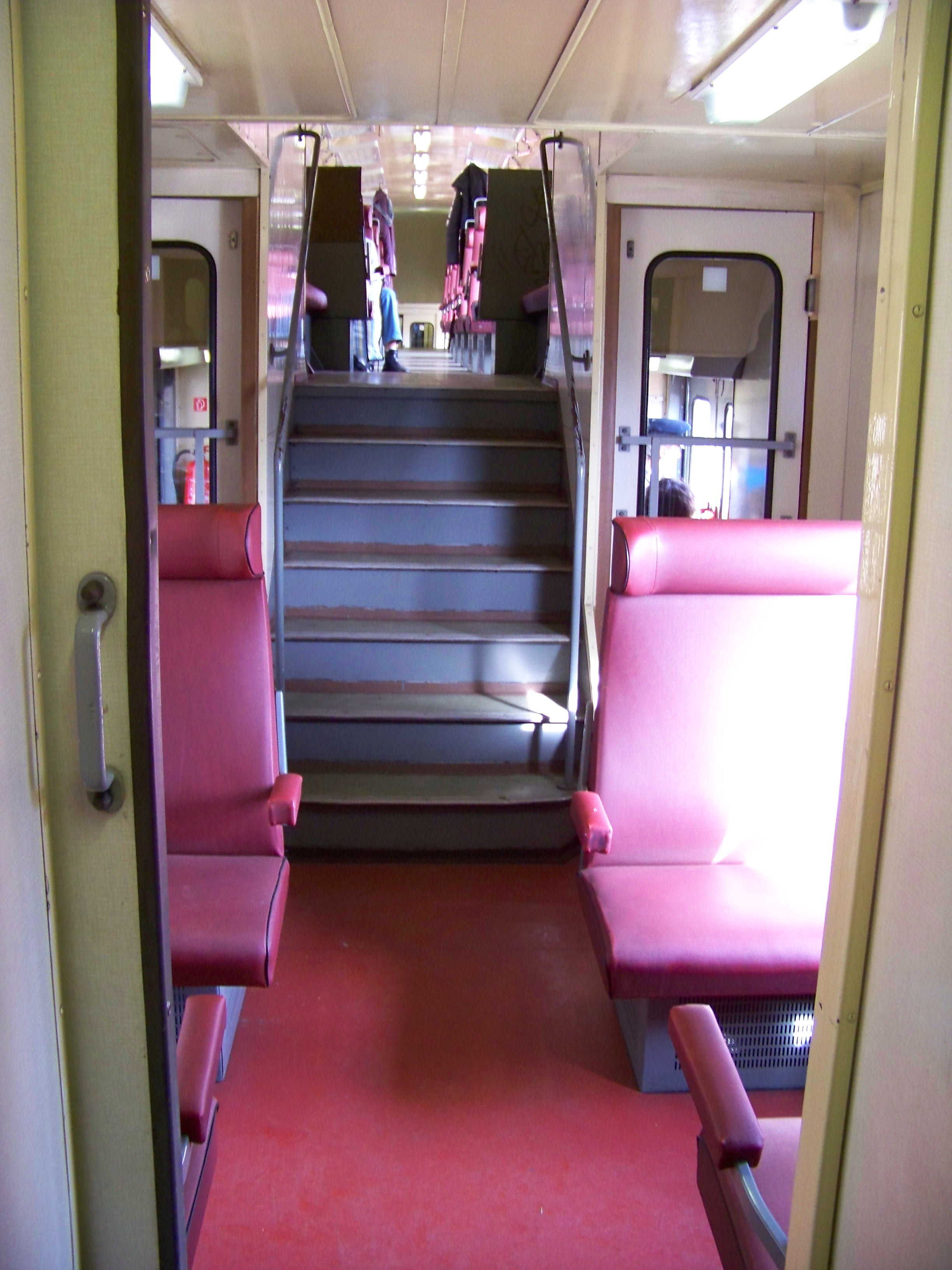
車内（階段部分）

## 第2世代

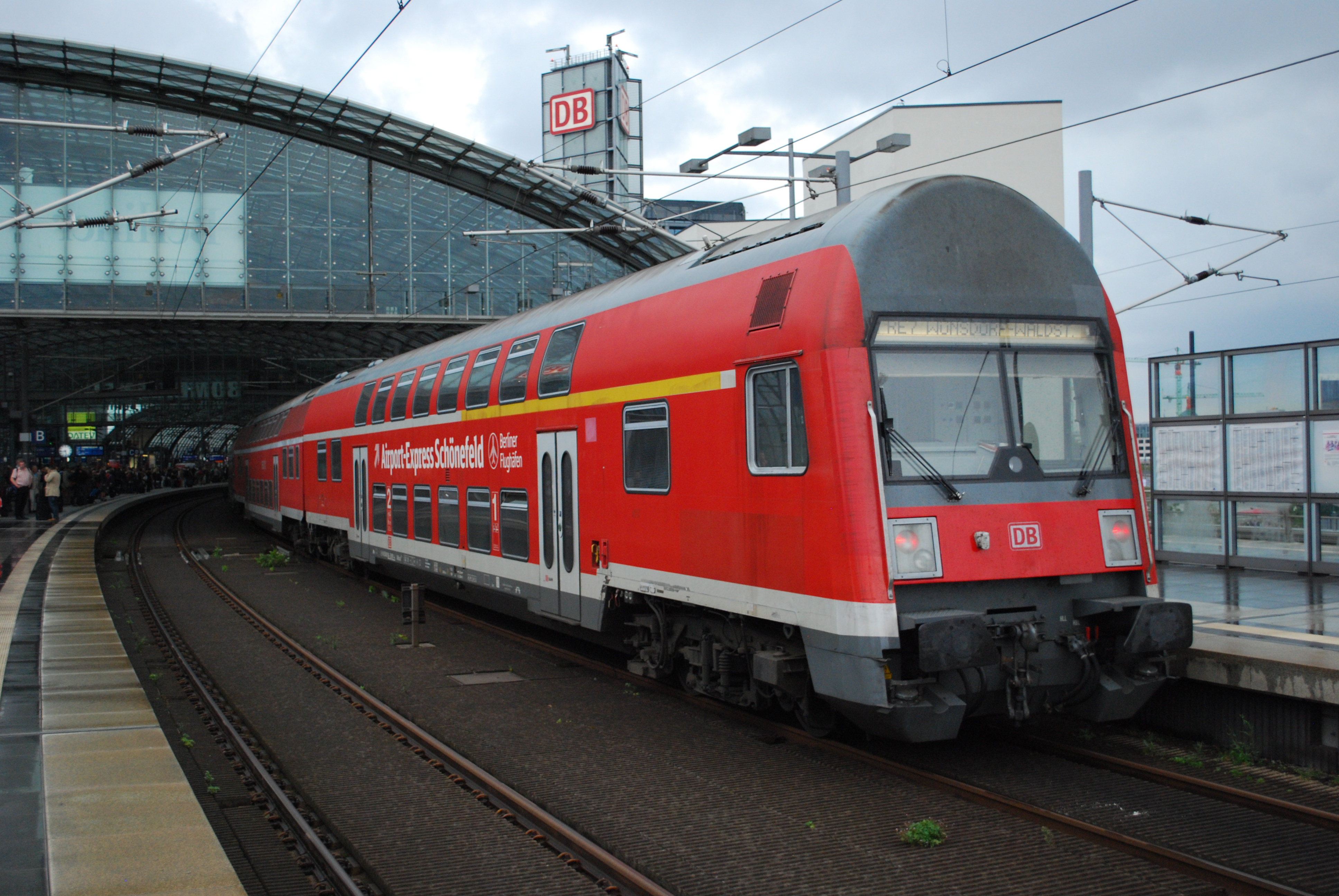
第2世代（2012年撮影）

1992年から製造が行われた旧・東ドイツ地域向け（ドイツ国営鉄道）の2階建て客車は車体構造が一新し、中層階や2階部分の窓の増設・大型化、屋根部の形状変更が行われ、制御車は平面状の流線形のデザインとなった。車内には従来のクロスシートやロングシートに加え、車椅子スペースや自転車用スペースが設けられた。
一方、同年には旧：西ドイツの国鉄にあたるドイツ連邦鉄道からも2階建て客車の発注を受け、1993年から製造が行われた。これらの車両は乗降扉の位置が平屋部分（ボギー台車上部）に変更され、構造も両開き式のプラグドアに変更された。また、一部車両は1等・2等合造車として導入された。これらの車両はドイツ連邦鉄道初の量産型2階建て客車となり、その高い実績は1994年の両鉄道統合によるドイツ鉄道発足後も継続して2階建て車両が導入される要因となった。

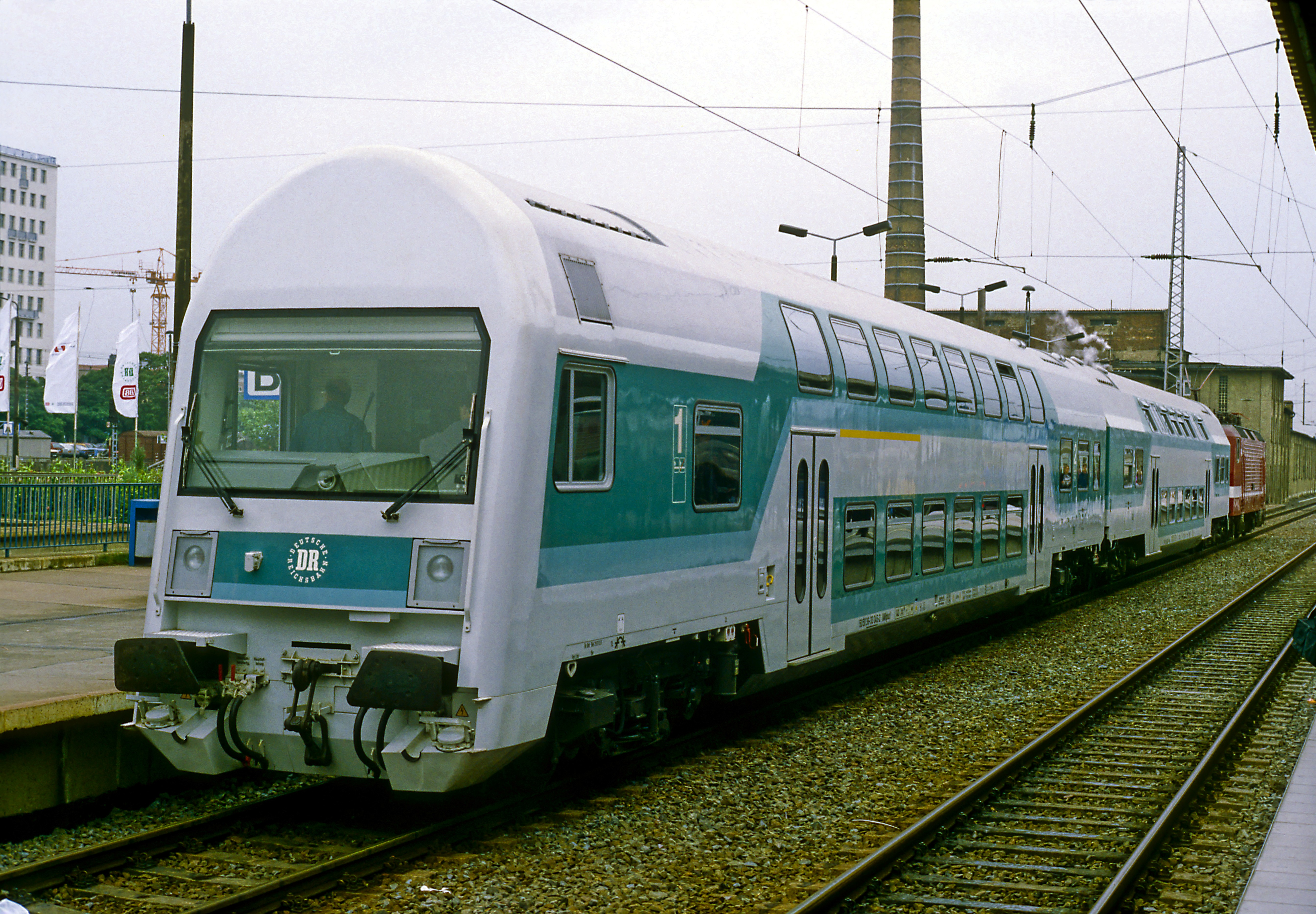
登場時の塗装（1993年撮影）

## 第3世代

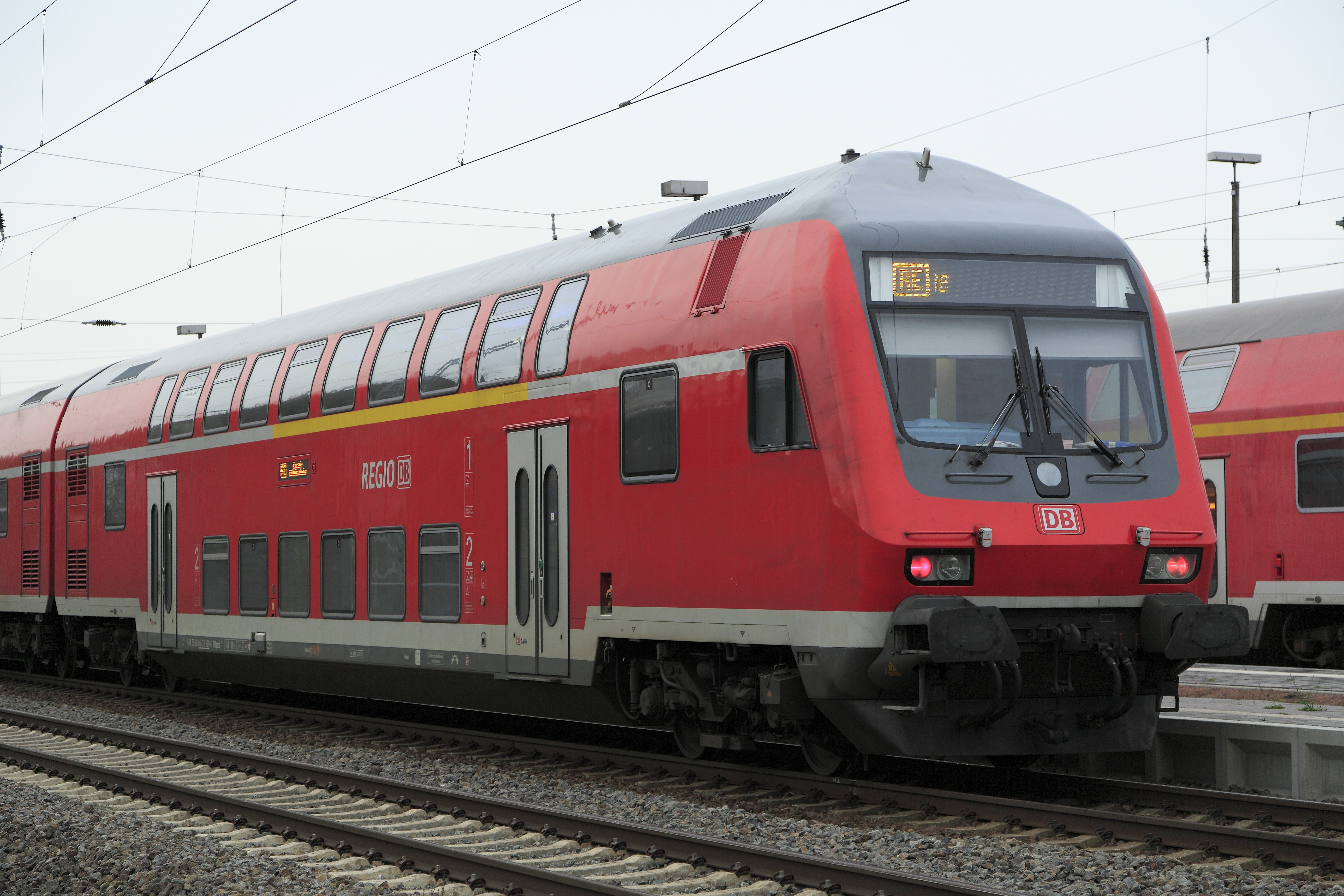
第3世代（2015年撮影）

旧・東西ドイツの国鉄にあたる鉄道事業者が合併し、新たにドイツ鉄道が発足した一方、ゲルリッツ車両工場は1995年に旧東ドイツの鉄道車両工場を統合したドイツ・ワゴンバウ（Deutschen Waggonbau AG、DWA）に吸収され、同社のゲルリッツ工場に改められた。そして同年以降、ドイツ鉄道向けに生産が開始された車両は制御車の前面デザインが再度変更された他、ドイツ鉄道の要望から全車両に空調装置が完備されるようになった。また、1997年以降は塗装がドイツ鉄道における新たな標準塗装である赤色に変更された。

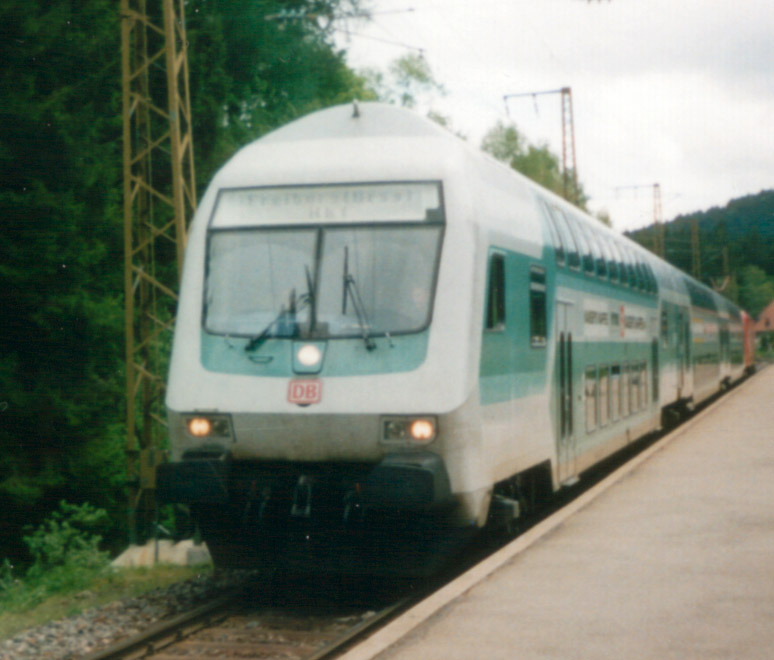
登場時の塗装（1996年撮影）

## 第4世代

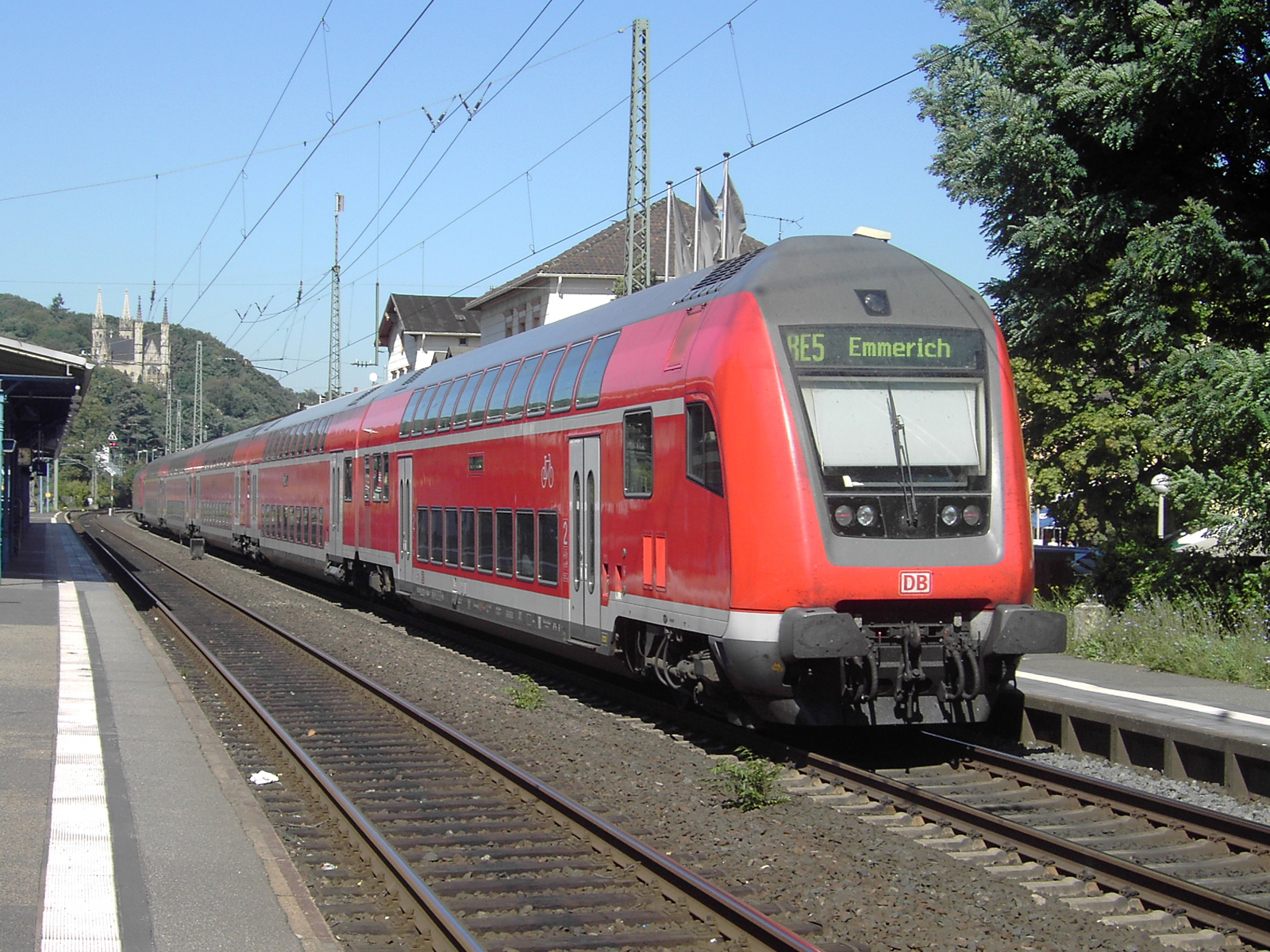
第4世代 （2005年撮影）

1998年にドイツ・ワゴンバウがカナダのボンバルディアに買収された事でゲルリッツの工場もボンバルディア・トランスポーテーションに所有権が移管されたが、その直前となる1997年から同工場では3度目となる2階建て客車の設計変更が実施され、制御車の前面が空気力学を基にしたデザインに改められた他、行先表示装置の大型化、落書き防止対策などが施された。また、2007年以降の新造車両は台車が新規に開発されたゲルリッツIX（Görlitz IX）に変更されている。
この第4世代にあたる2階建て客車は当初ドイツ鉄道向けのみが製造されたが、ボンバルディア・トランスポーテーションへ移管されて以降はドイツ国外へ向けても積極的に展開されるようになった。以下、その代表例を記す。
- イスラエル（イスラエル鉄道） - イスラエルの気候に合わせて空調装置の強化が実施された他、制御車には空調装置を始めとした機器への電力供給のため出力275 kwの発電機が2基搭載されている[19]。
- デンマーク（デンマーク国鉄）[20]
- ルクセンブルク（ルクセンブルク国鉄）[21]
- ポーランド（マゾフシェ鉄道（ポーランド語版））[22]

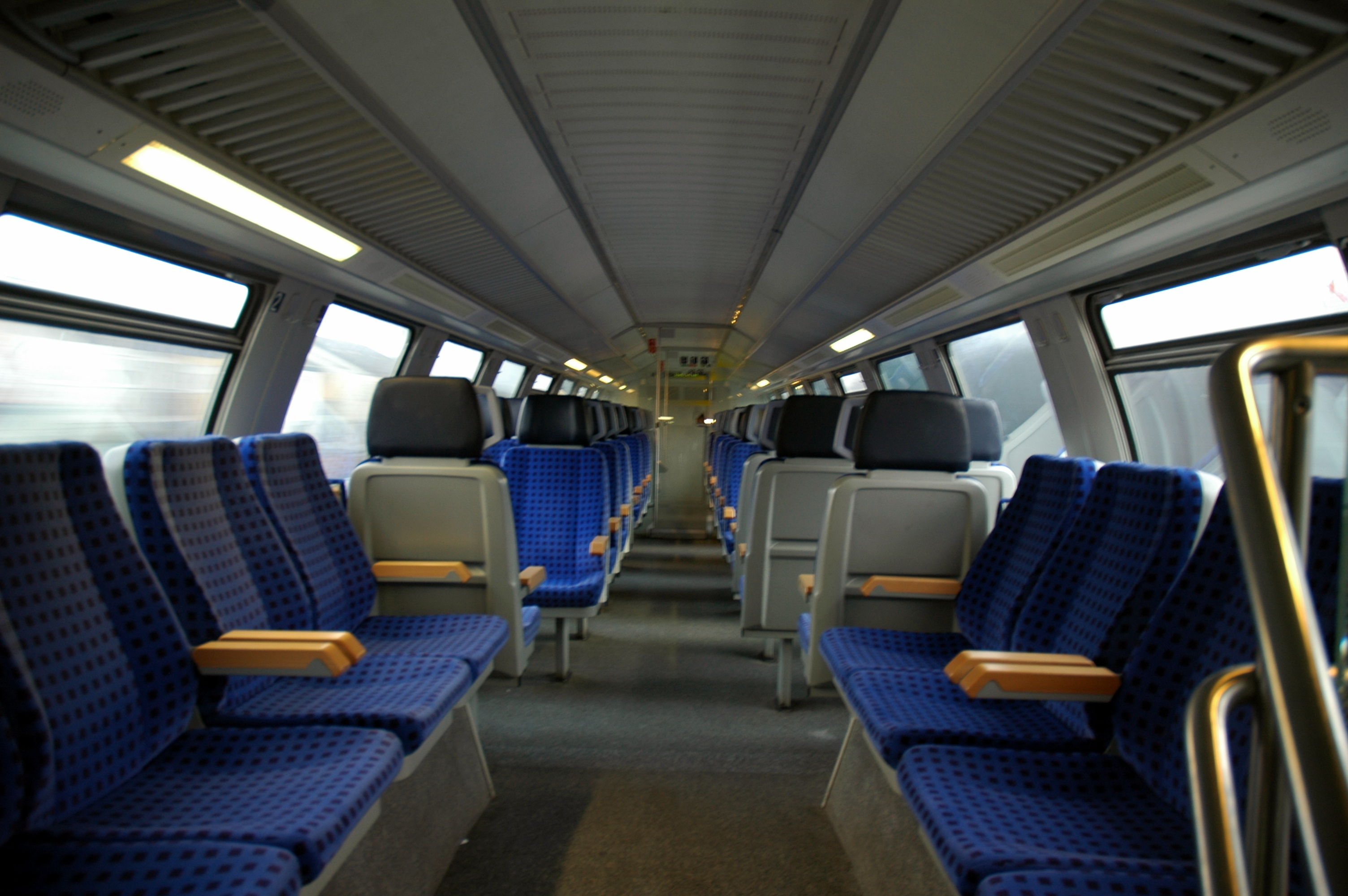
車内（2階部分）
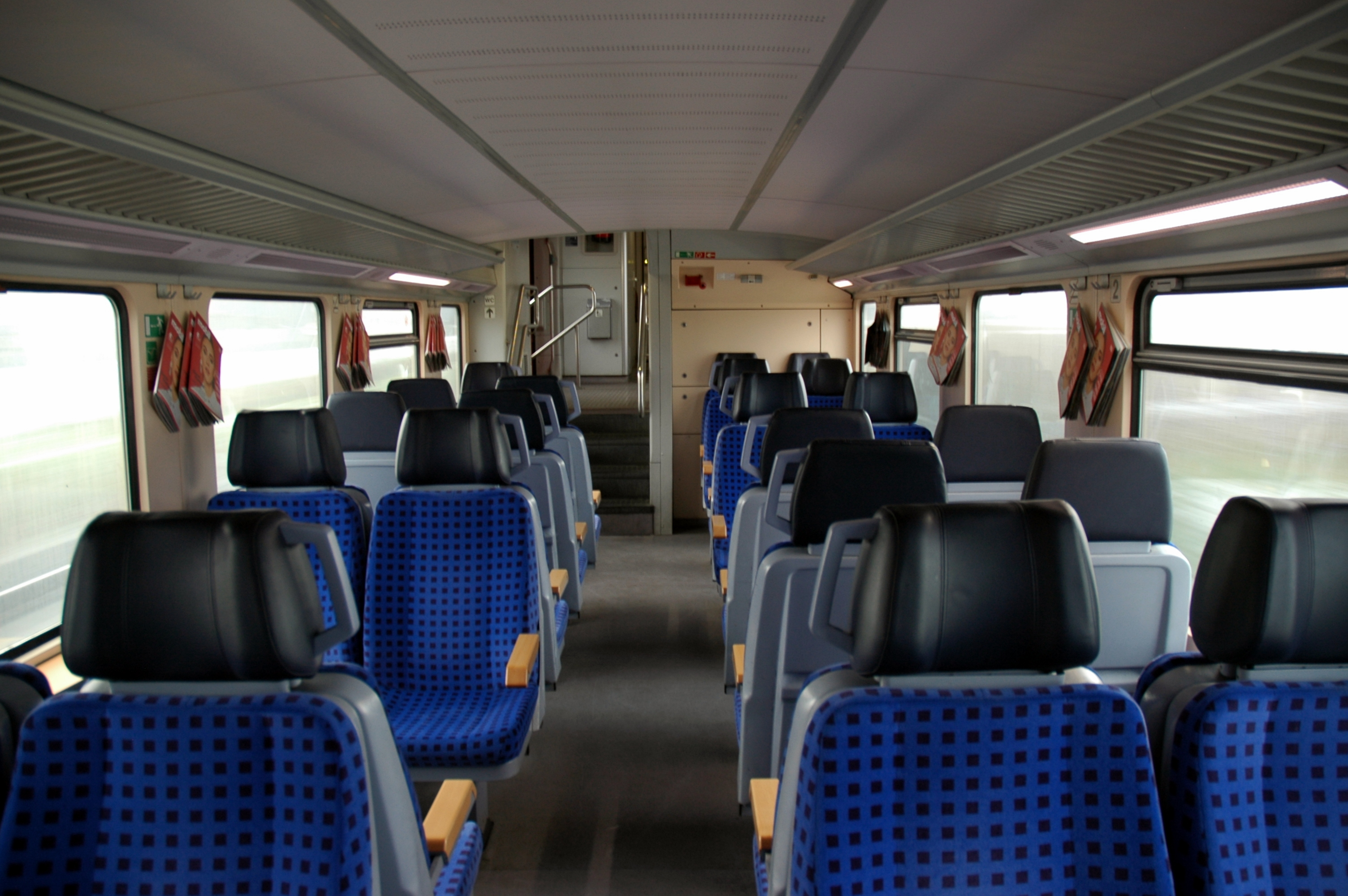
車内（1階部分）
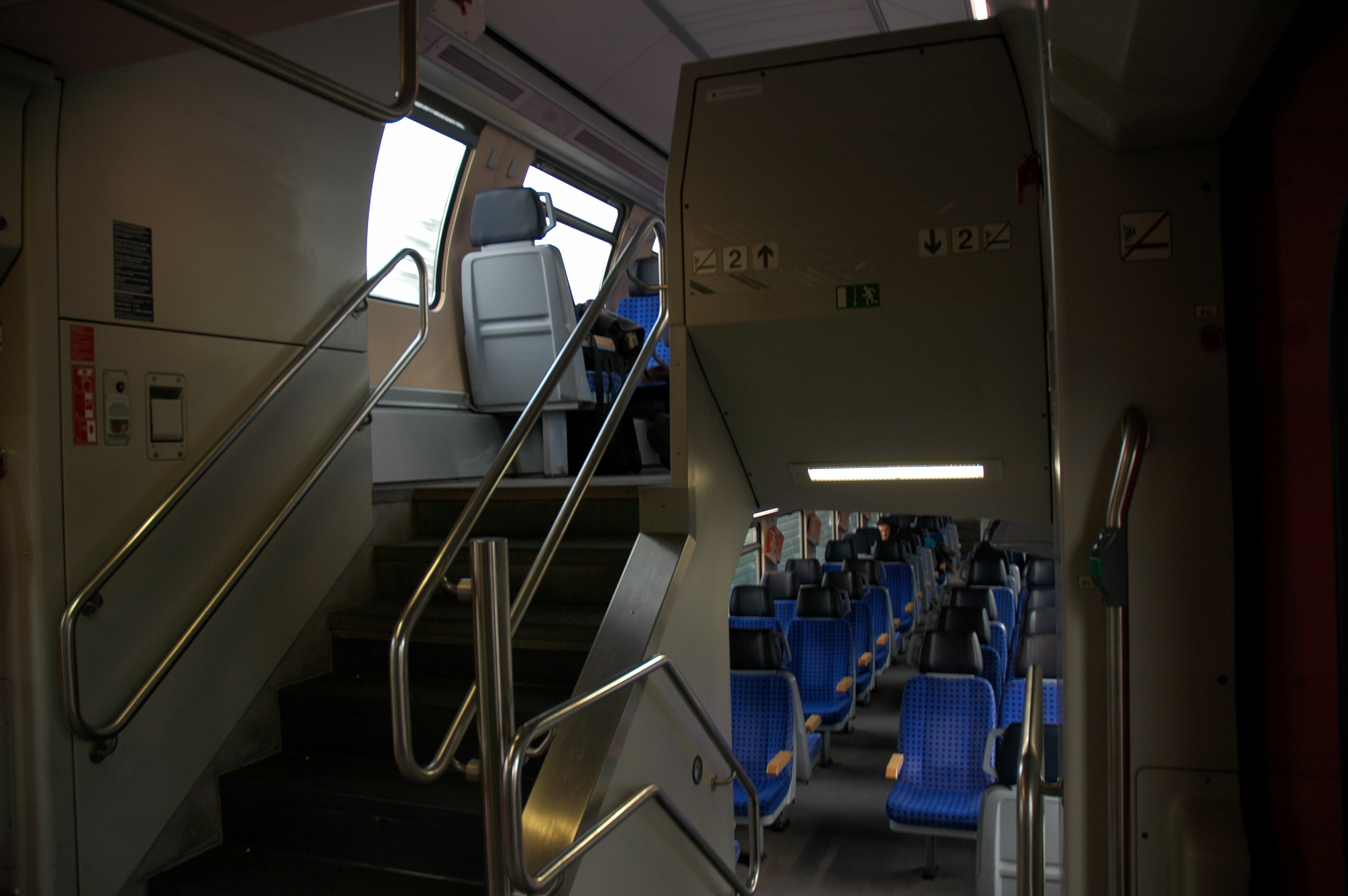
車内（階段）
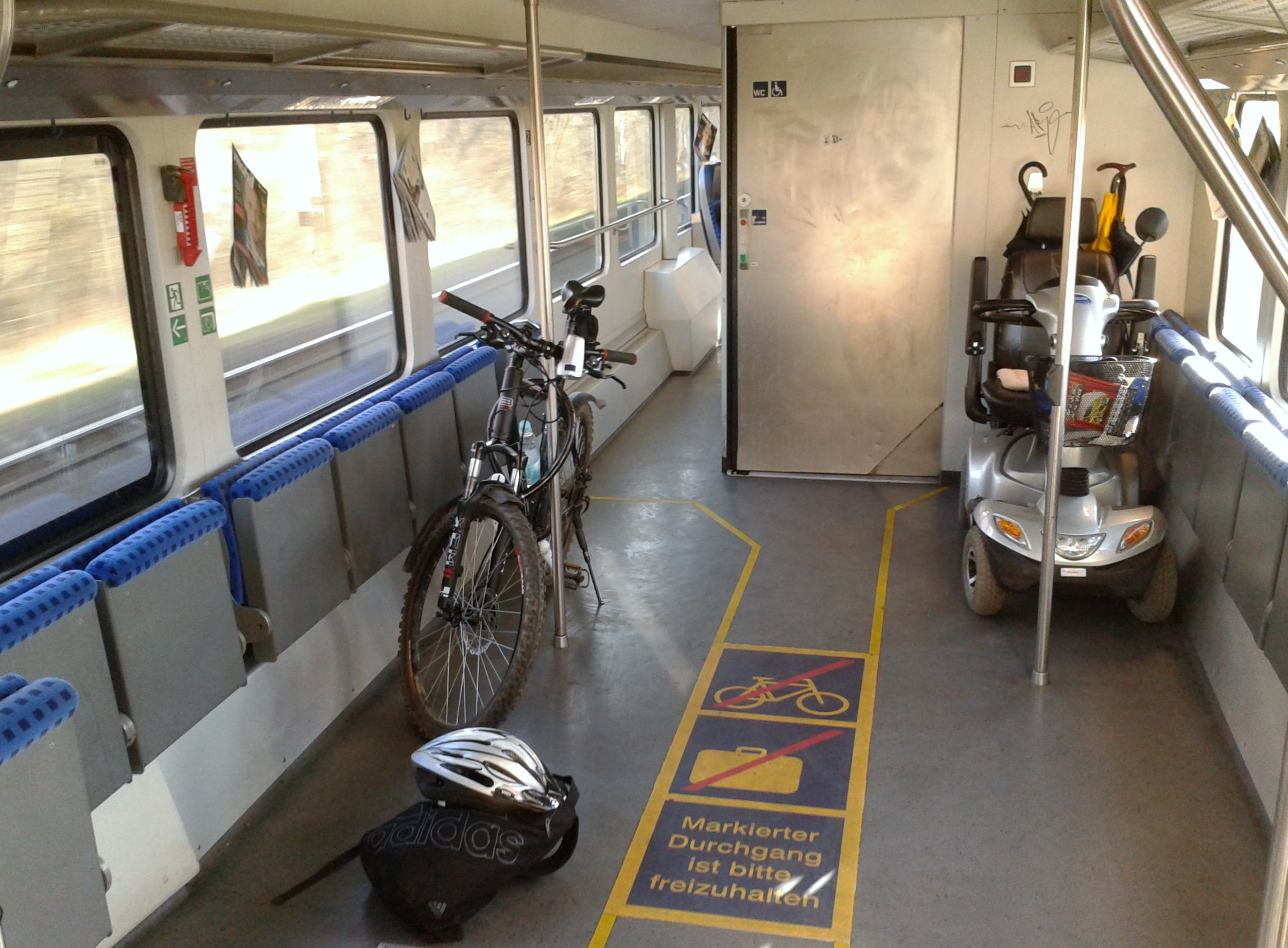
車内に自転車や車椅子が設置可能な車両も存在する
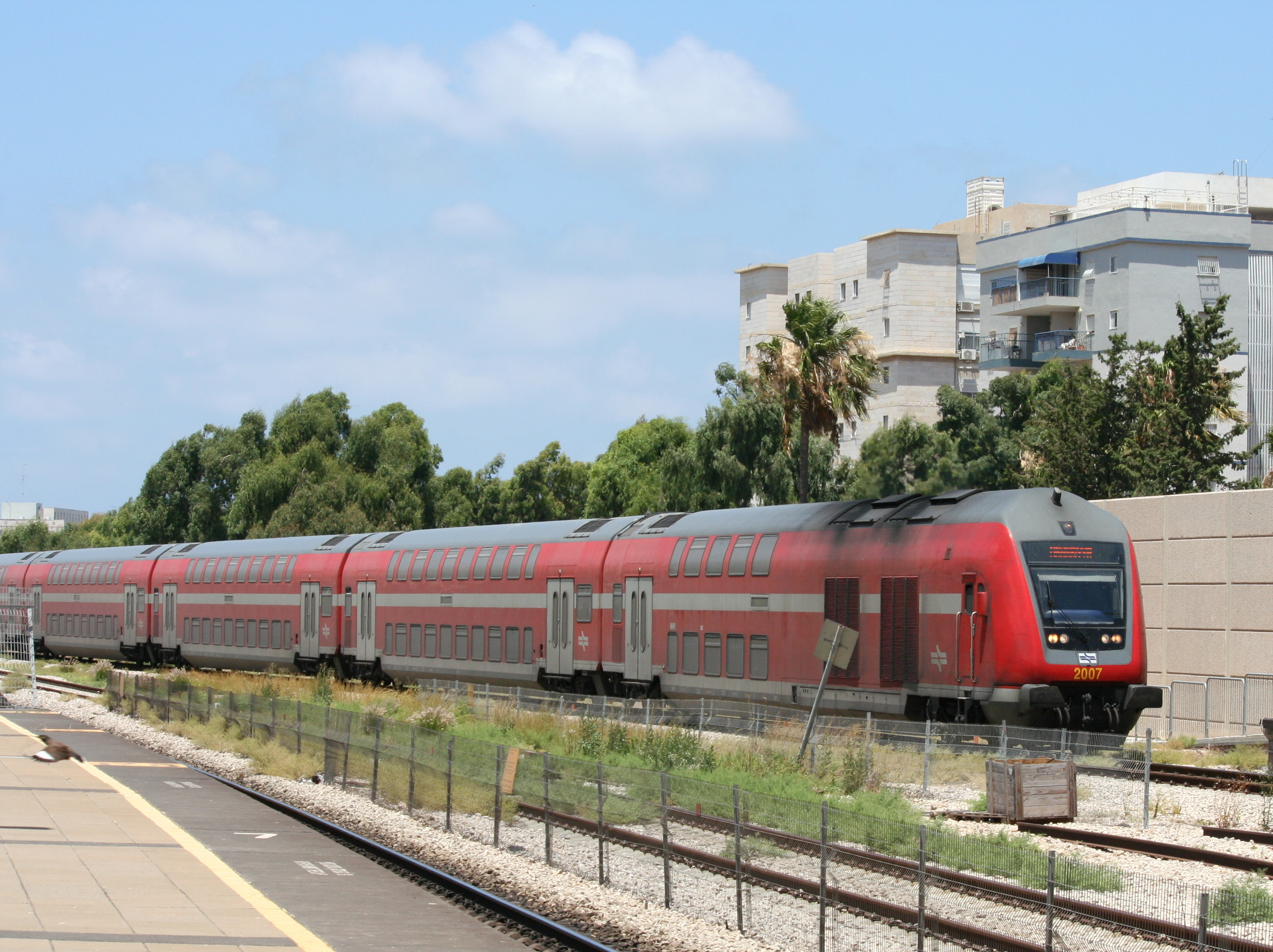
イスラエル鉄道向け車両（2013年撮影）
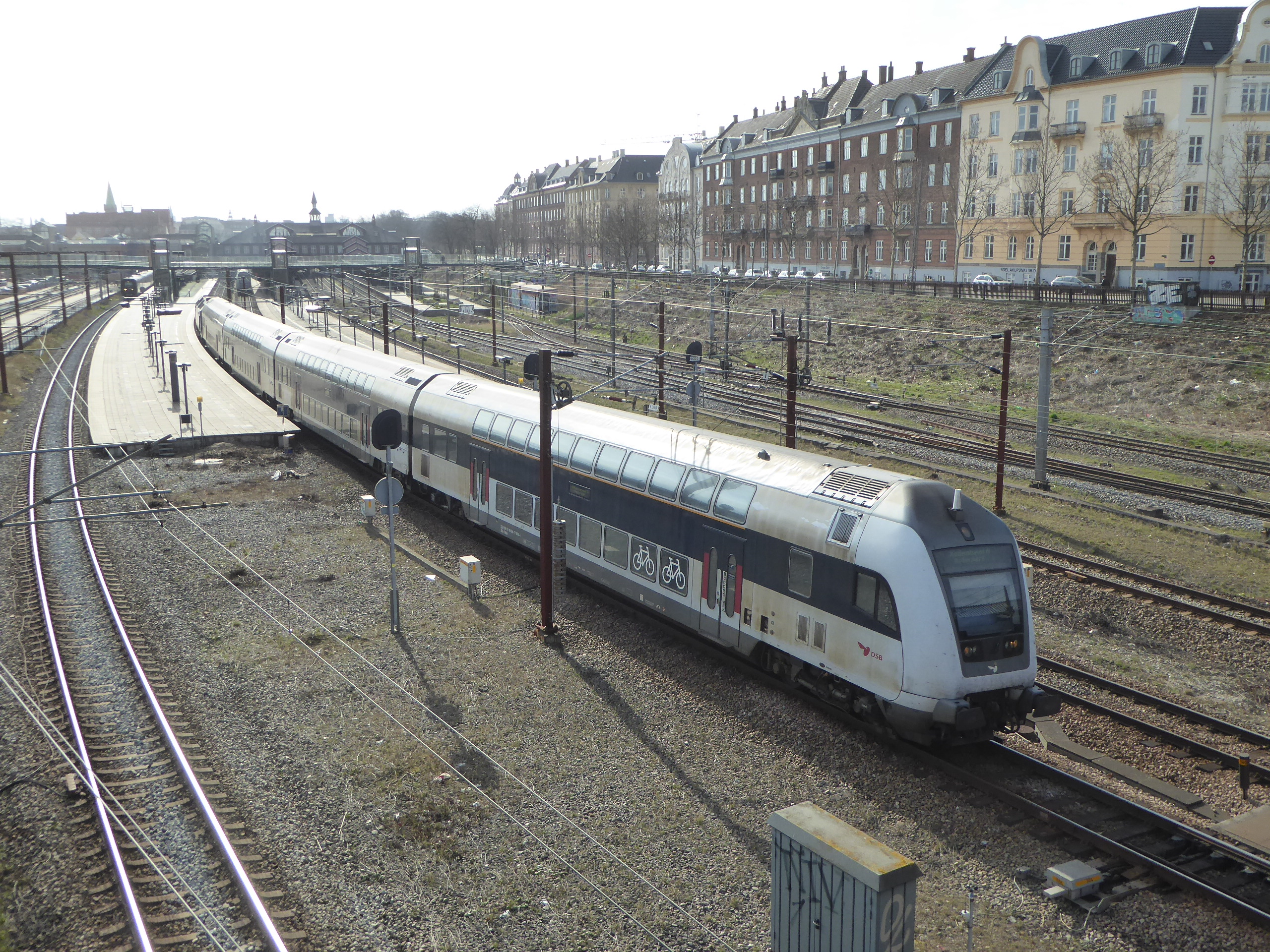
デンマーク国鉄向け車両（2017年撮影）
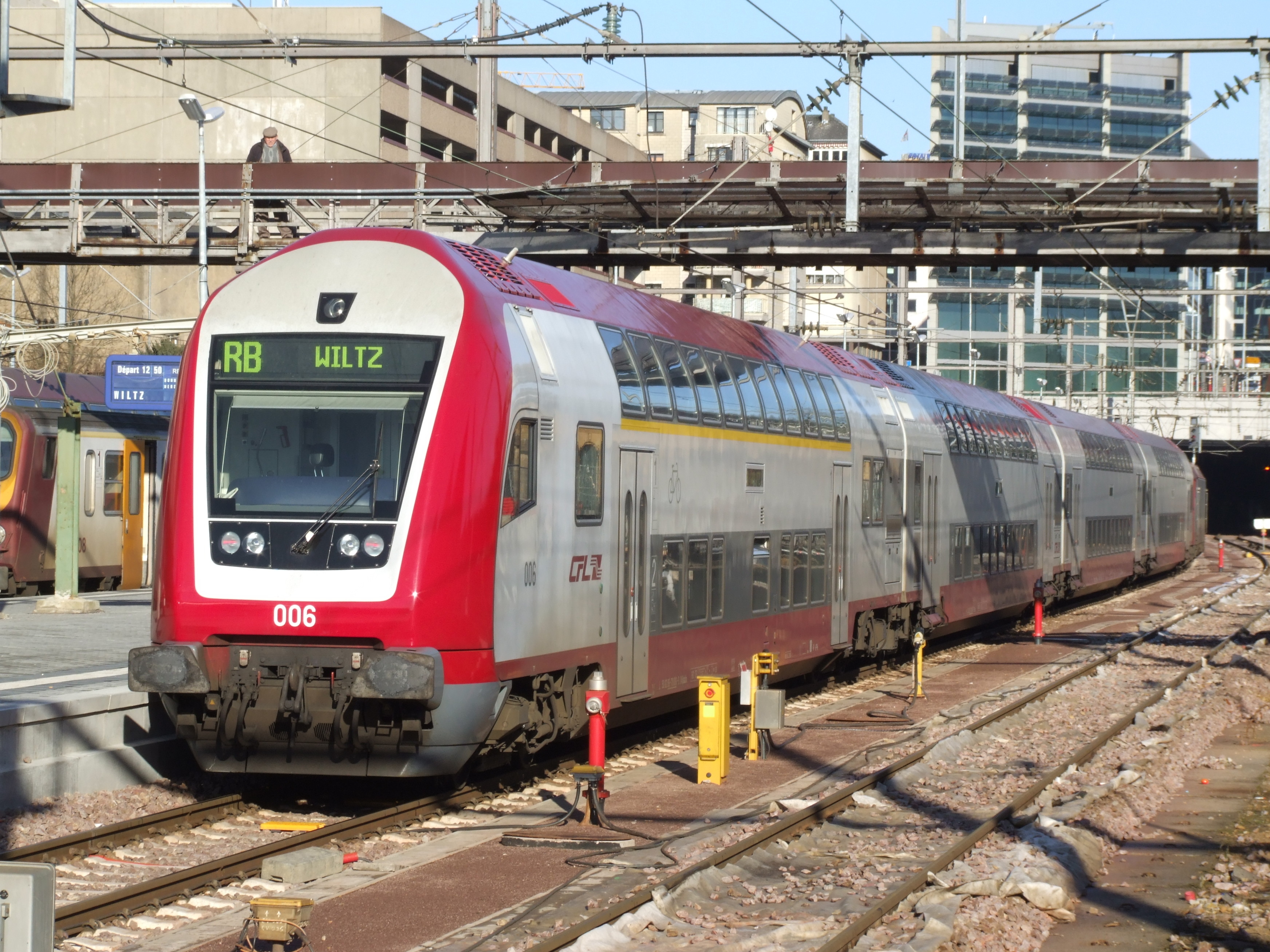
ルクセンブルク国鉄向け車両（2008年撮影）
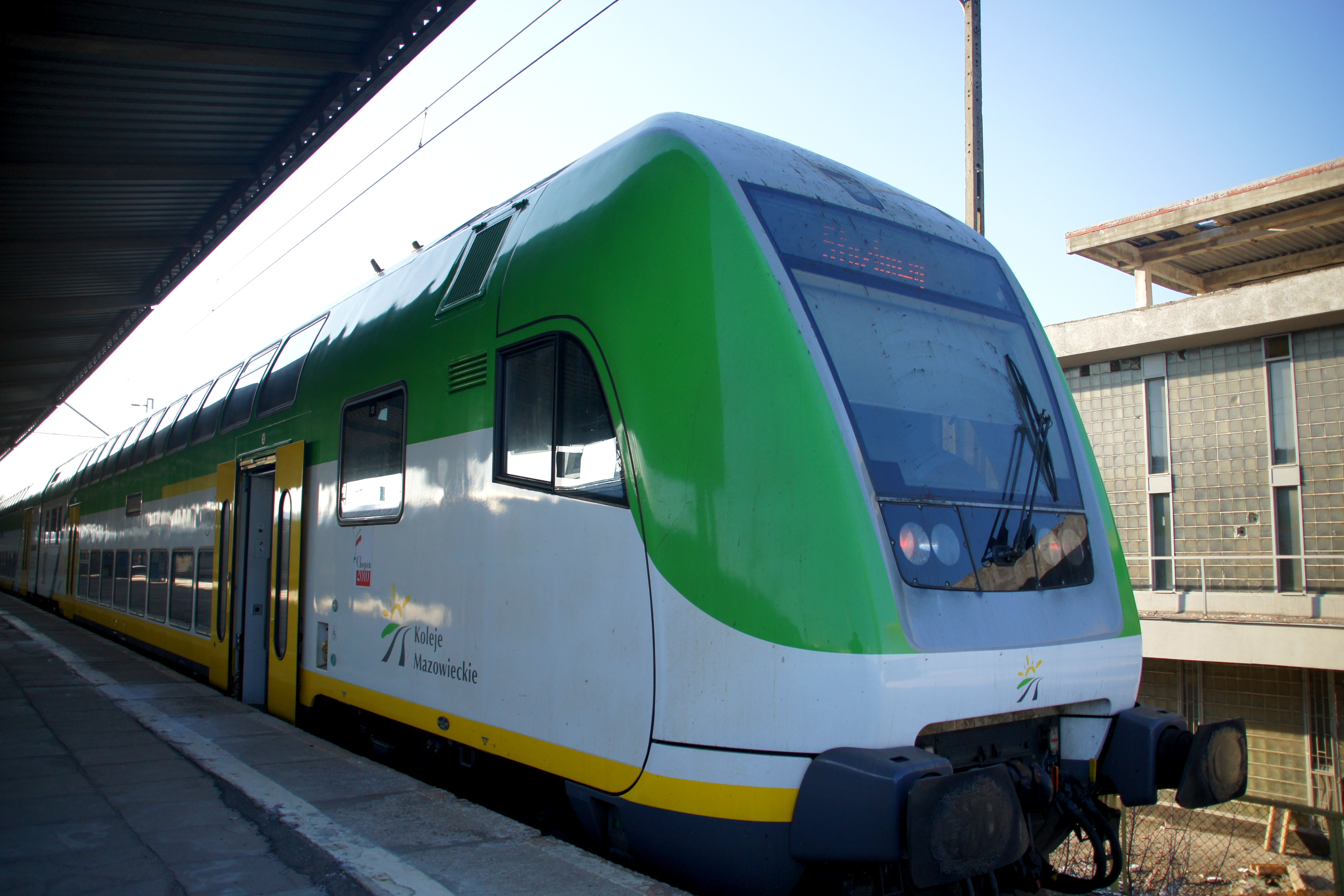
マゾフシェ鉄道向け車両（2011年撮影）

## 第5世代

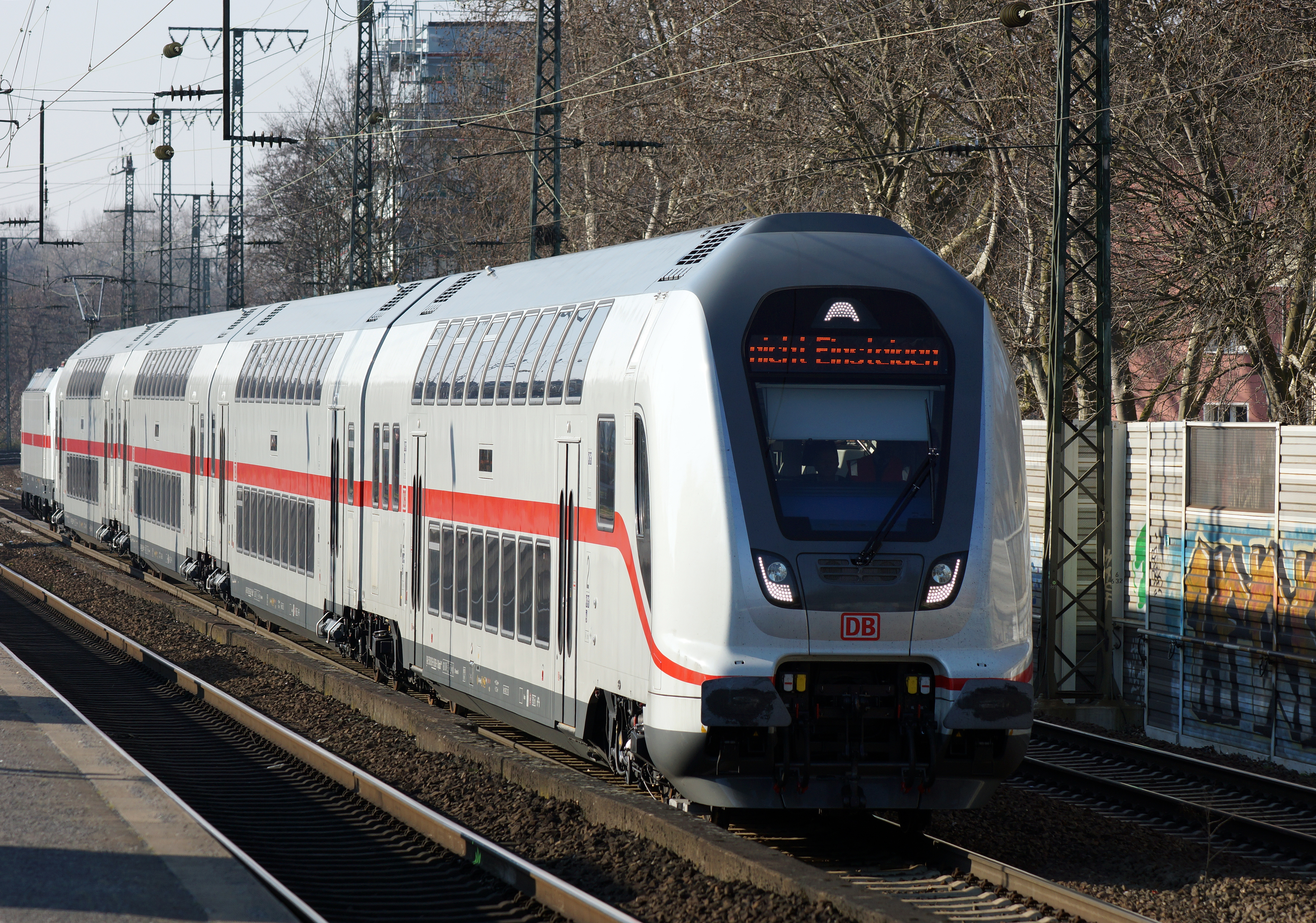
第5世代（ツインデックス・ヴァリオ）
（2016年撮影）

2008年12月、ボンバルディア・トランスポーテーションはドイツ鉄道との間に新型客車の導入に関する契約を交わしたが、その際にドイツ鉄道から提案された各種の要望に基づき、ボンバルディア側は新たな2階建て車両の開発を決定した。当初このプロジェクトは「DOSTO 2010」と呼ばれていたが、後に「ツインデックス（TWINDEXX）」と言うブランド名に改められている。
この「ツインデックス」のうち、プッシュプル運転に対応した2階建て客車およびその規格を基にした2階建て電車は「ツインデックス・ヴァリオ（TWINDEXX Vario）」として展開が行われており、乗降扉の位置や動力の有無など需要に応じて柔軟に編成を組むことが可能な構造となっている。ゲルリッツでの生産は2013年から始まり、ドイツ鉄道に加えてニーダーザクセン州地域鉄道局などの列車運営事業者やイスラエル鉄道といった海外への導入も実施されている。2015年からはインターシティ2として、ドイツ鉄道の長距離列車にも使用されている。

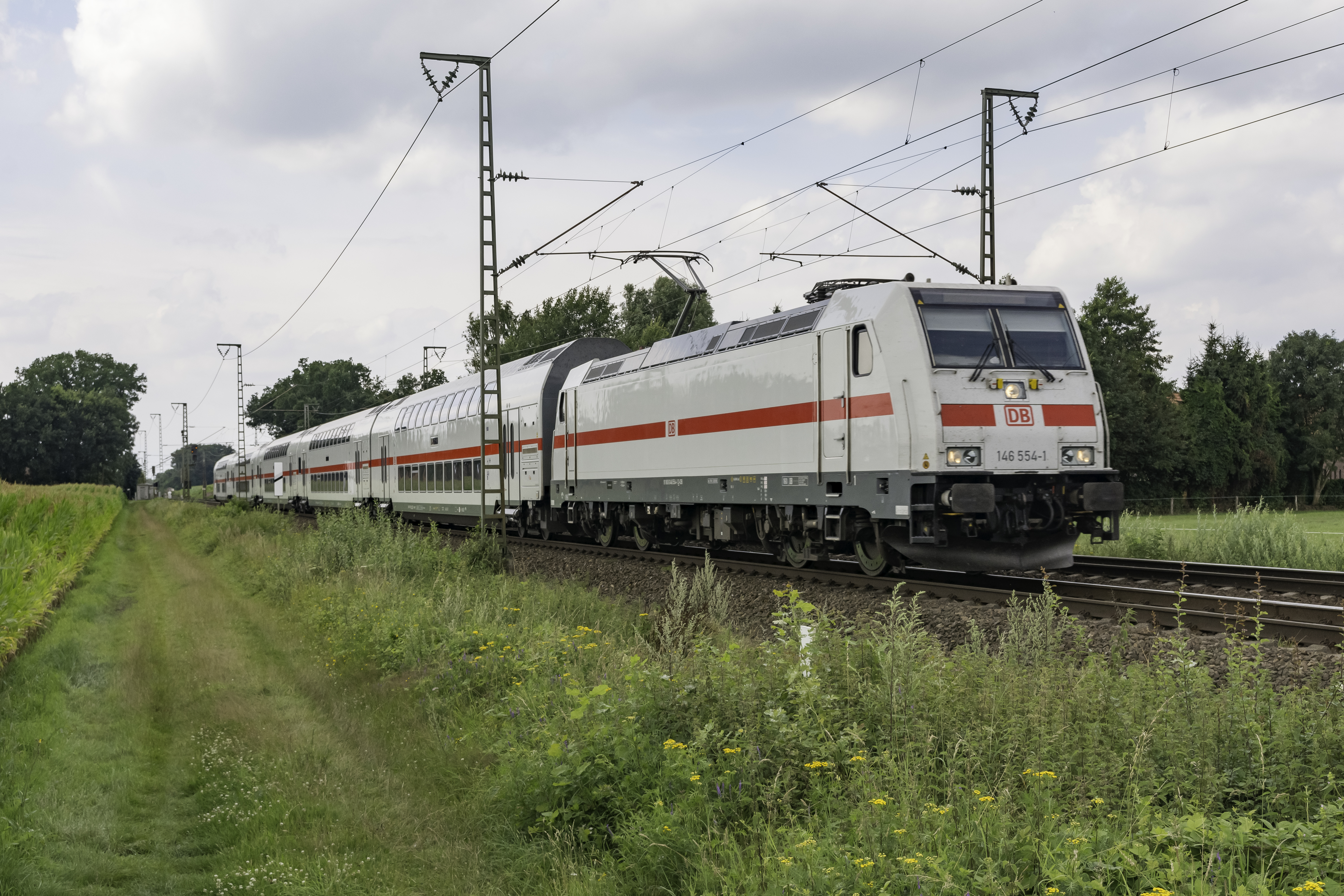
電気機関車に牽引されるツインデックス・ヴァリオ（2016年撮影）
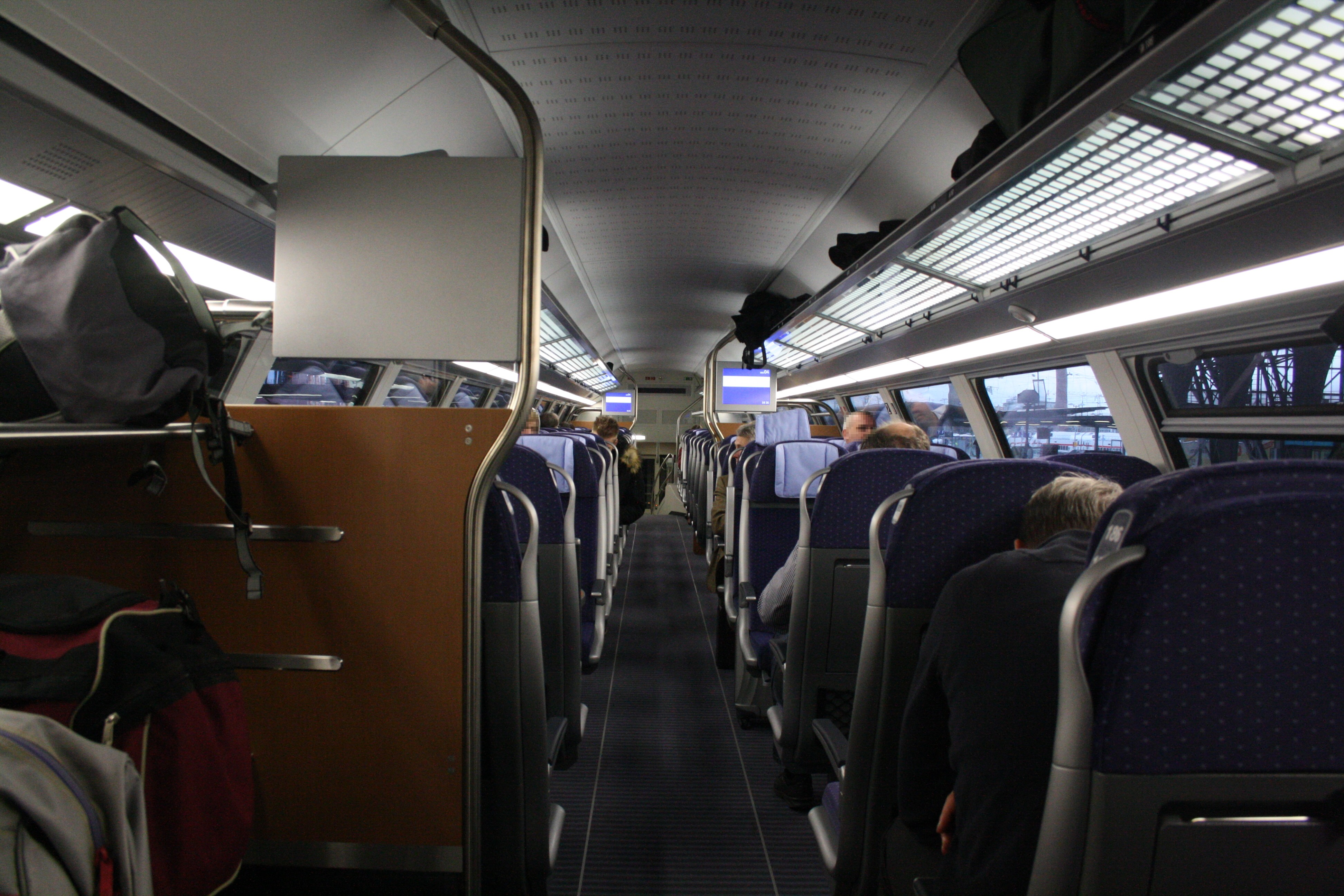
車内（2階部分）
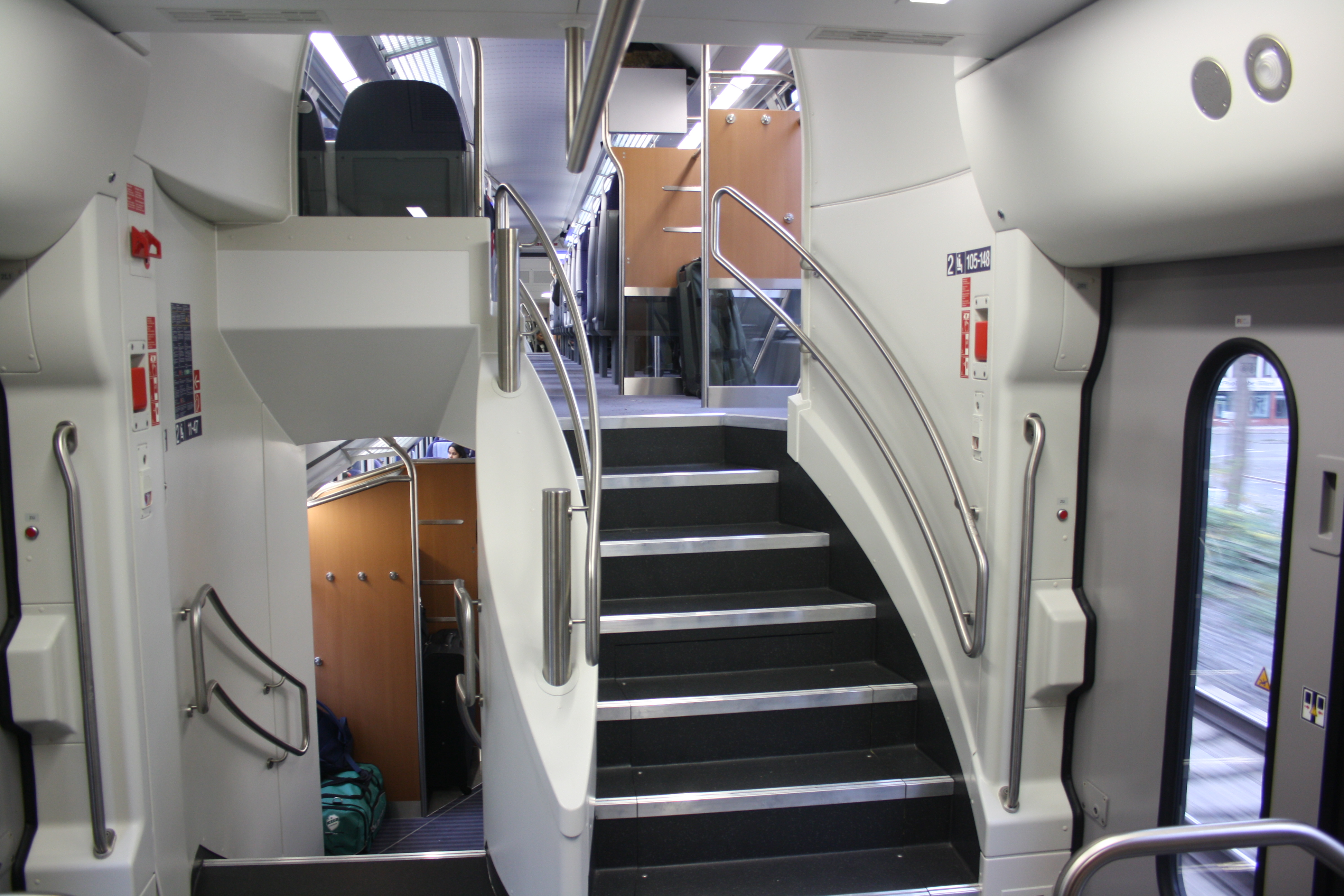
車内（階段部分）

## 関連項目

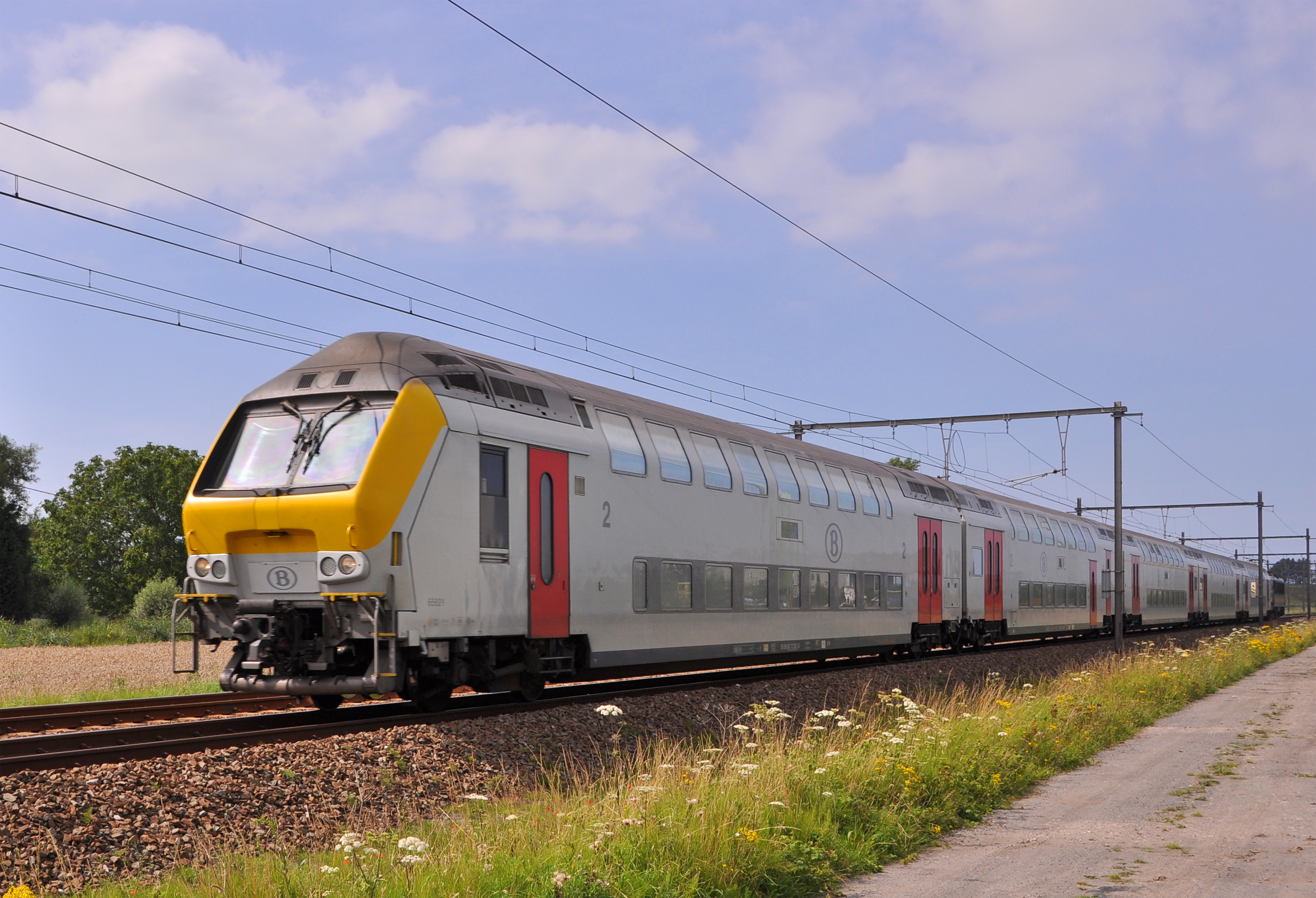
M6形（2011年撮影）
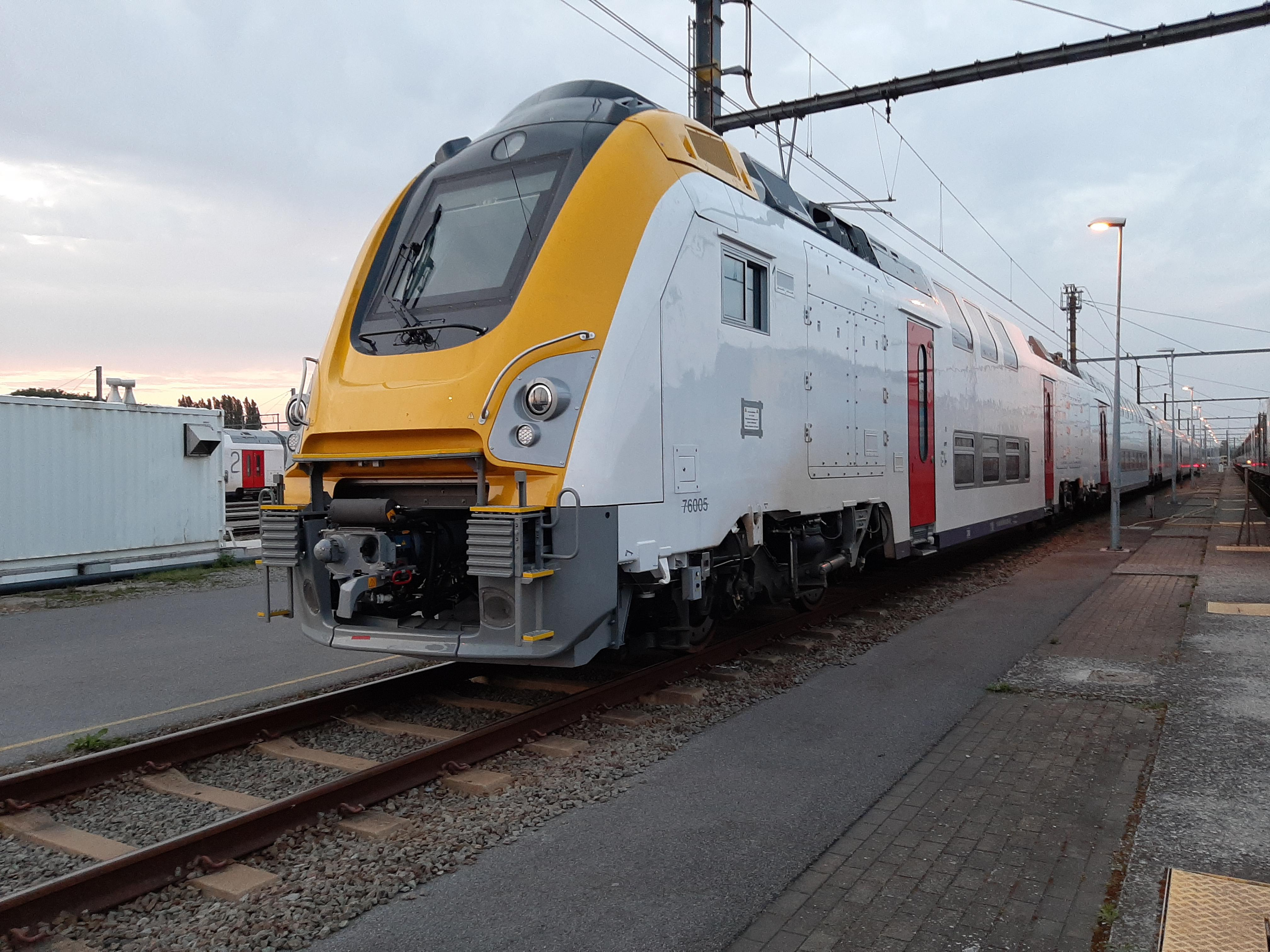
M7形（2020年撮影）
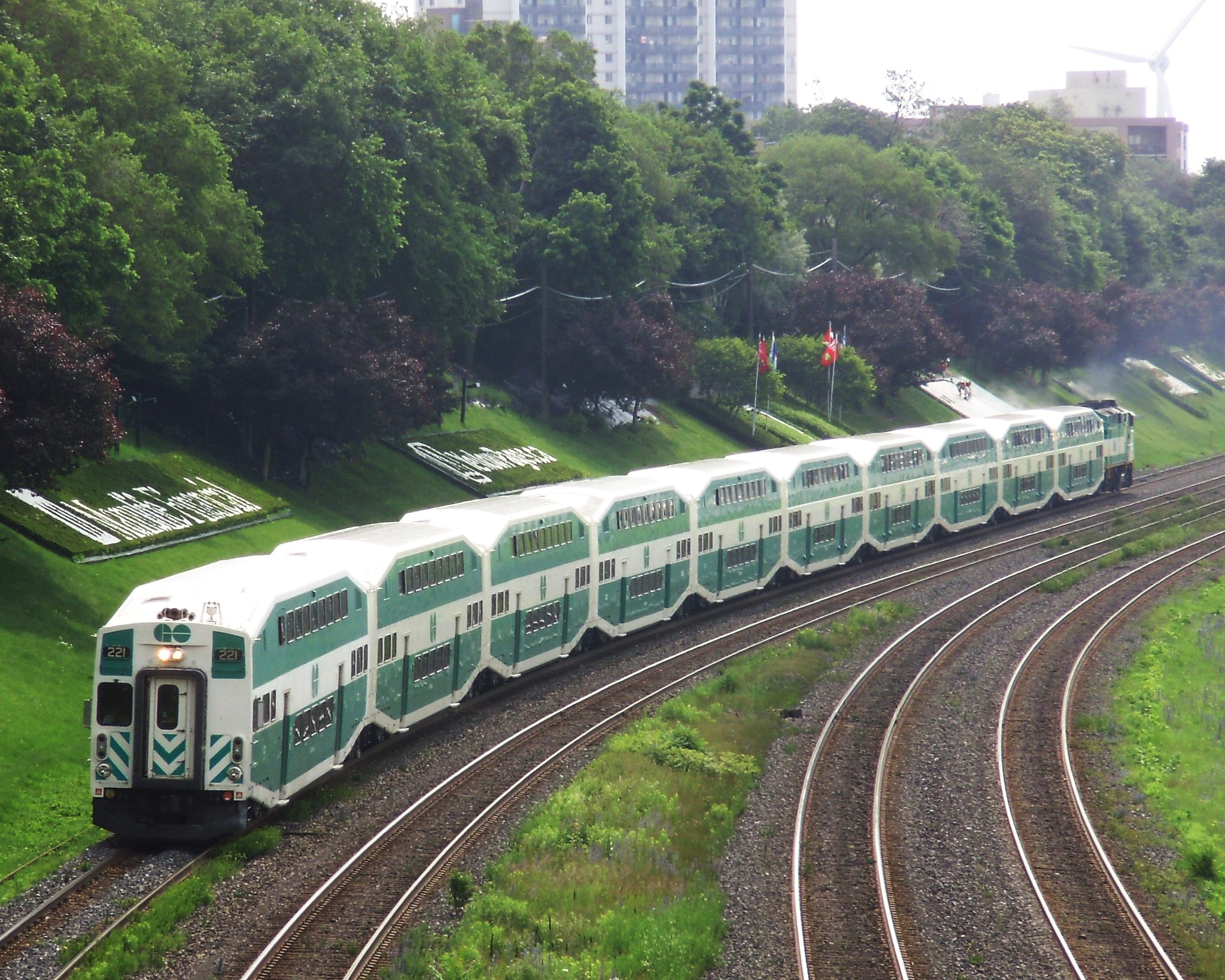
バイレベル・コーチ（2008年撮影）
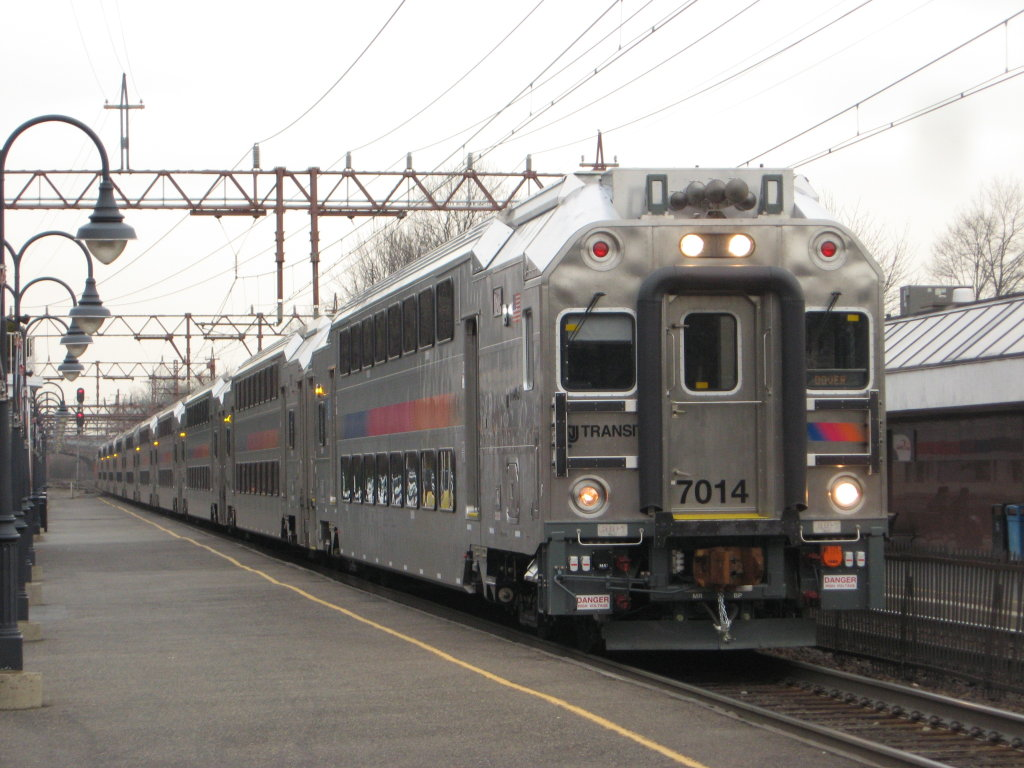
マルチレベル・コーチ（2008年撮影）

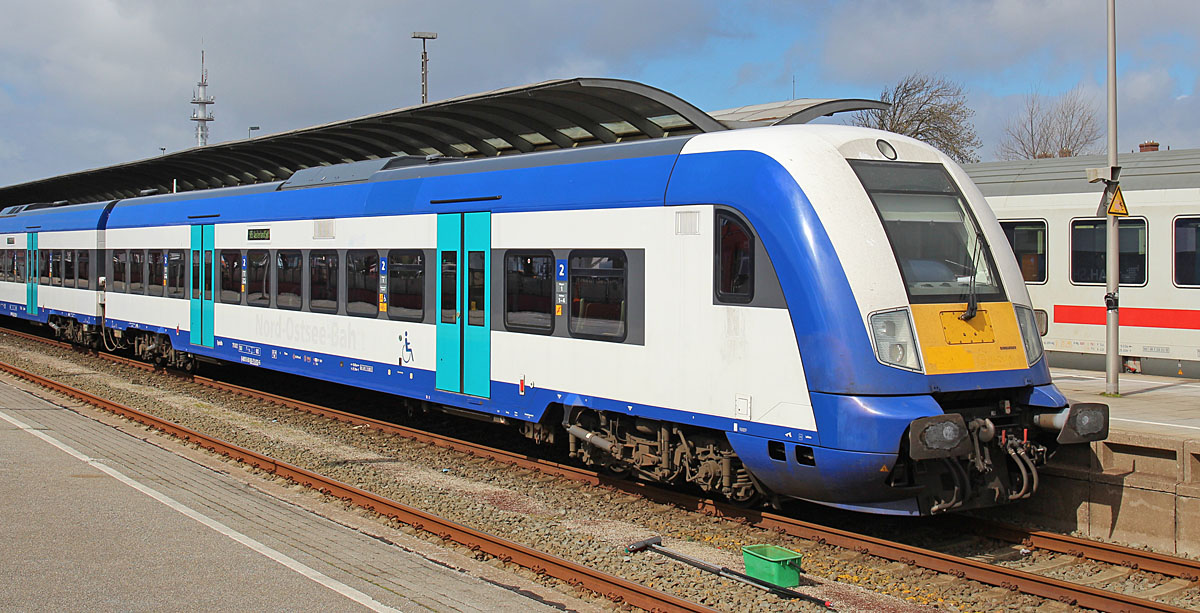
マリード・ペア（2017年撮影）